# Alice Guy
Pour les articles homonymes, voir Guy et Blaché.
Alice Guy, ou Alice Guy-Blaché (à partir de son mariage en 1907), née le 1er juillet 1873 à Saint-Mandé et morte le 24 mars 1968 à Wayne (New Jersey, États-Unis), est la première réalisatrice de l'histoire du cinéma.
Elle est une réalisatrice, scénariste et productrice de cinéma française ayant travaillé en France et aux États-Unis.
Elle réalise l'un des tout premiers films de fiction, La Fée aux choux, en 1896. À partir des années 1920, elle sombre très vite dans l'oubli, ce qui est considéré a posteriori par certains comme un effacement subi de son vivant, contre lequel elle tente de lutter, en parallèle de sa reconversion dans l'écriture de contes pour enfants. En 1955, elle est décorée de la Légion d'honneur, prémisse d'un début de réhabilitation. Plusieurs de ses films sont perdus.

## La première réalisatrice de films
Pionnière du cinéma, Alice Guy propose à Gaumont, chez qui elle est initialement secrétaire, de tourner de courtes fictions pour soutenir la vente des caméras et projecteurs. Avec La Fée aux choux, qu'elle tourne en 1896, elle est la première réalisatrice de l'histoire du cinéma,. À la fin des années 2010, cette œuvre est considérée par certains médias comme la première fiction de l'histoire du cinéma,,, cette primauté est historiquement attribuée à Louis Lumière pour L'Arroseur arrosé, tourné un an plus tôt. Georges Méliès avait également commencé à faire des films depuis le début de cette année, et en grand nombre. Les films de Méliès ont en fait été projetés le 5 avril 1896 tandis que le film d'Alice Guy aurait été tourné en août-septembre de cette année, selon Victor Bachy. Les fictions en dessin animé, réalisées par Émile Reynaud selon la technique de l'animation sans caméra sur une bande de 70 mm spéciale, datent, quant à elles, de 1892, et précèdent ainsi ces deux fictions aux formats argentiques 35 mm à perforations Edison ou Lumière.
Alice Guy est aussi l'autrice de La Vie du Christ, souvent considéré comme le premier péplum de l'histoire du cinéma mondial, qui propose les premières représentations filmiques de la vie de Jésus-Christ, en plusieurs épisodes, qui ont ensuite été une source d'inspiration pour beaucoup d'autres cinéastes, français ou américains.
Elle est également la première à avoir l'idée de faire un making-of à l'occasion du tournage de l'une de ses phonoscènes.
En 1910, elle devient la première femme à créer une société de production de films, la Solax Film Co, durant sa période américaine, avant la naissance d'Hollywood.

« On m’a souvent demandé pourquoi j’avais choisi une carrière si peu féminine. Or, je n’ai pas choisi cette carrière, ma destinée était tracée. »

Elle réussit dans ce milieu d'hommes parce qu'au début, on ne prête guère attention aux films de fiction, ce qui lui permet de montrer ses qualités dans les multiples tâches que demandent la production et la réalisation d'un film, puis de conserver son poste quand la maison Gaumont grandit avec le cinéma industrialisé et se tourne vers la distraction populaire.

## Biographie

### Origines familiales
En 1863, Émile Guy, propriétaire d’une chaîne de librairies au Chili, à Valparaíso et Santiago, épouse à Paris, Marie Clotilde Franceline Aubert dite « Mariette », sans profession. Quelques jours après le mariage, Mariette et Émile se rendent à Santiago du Chili. Mariette revient dix ans plus tard à Paris pour y accoucher de son cinquième enfant. Alice Ida Antoinette Guy voit le jour le 1er juillet 1873 à Saint-Mandé, aux portes de Paris. Sa mère repart au Chili, Alice est confiée à ses grands-parents à Carouge, en Suisse, jusqu’à l’âge de trois ans, puis rejoint ses parents au Chili. Elle apprend l’espagnol avec ses nourrices chiliennes. À six ans, elle rentre en France et rejoint ses grandes sœurs en pension.[réf. nécessaire] Au Chili, la famille Guy fait faillite. Le frère d’Alice meurt à 17 ans d’une maladie cardiaque, suivi de près par son père. Alice vit alors avec sa mère à Paris et fait des études de sténodactylographie, une profession rare à l’époque. Elle doit travailler jeune à cause d’un revers de fortune familiale. La chance veut qu'elle soit présente à la naissance du monde moderne et qu’elle fréquente les Lumière, Gaumont, Marey et Demenÿ.

### Carrière française
Alice Guy entre à 21 ans comme secrétaire de direction au Comptoir général de la photographie, dont Léon Gaumont est employé. Mais la société, mal gérée, est forcée de déposer son bilan. Avec deux associés, Léon Gaumont la rachète, gardant le personnel, dont Alice.
Alice Guy s'intéresse de près aux bouleversements techniques de la photographie. Elle suit des cours avec Frédéric Dillaye, un photographe avant-gardiste qui lui apprend le développement des plaques photographiques, l'utilisation des différents matériels de laboratoire et le trucage photographique. Elle suit également les expériences de Wilhelm Röntgen concernant les photographies par rayon X.
En mars 1895, Alice Guy assiste avec son employeur, Léon Gaumont, à une projection privée des frères Lumière, organisée dans les locaux de la Société d'encouragement pour l'industrie nationale, au no 44 de la rue de Rennes à Paris (actuellement 4 place Saint-Germain-des-Prés). Léon Gaumont envisage de suivre l'exemple de Louis Lumière et de démarcher sa clientèle aisée afin de lui vendre des appareils de projection de vues animées. Seule la vente des machines l'intéresse, « il avait considéré longtemps la vente des appareils comme sa principale industrie et le commerce des films comme un accessoire. ». Fin 1895, Léon Gaumont rachète les brevets d'un système peu performant, le Phonoscope, à son inventeur, Georges Demenÿ (ancien bras droit d'Étienne-Jules Marey), dont la société vient d'être liquidée. Léon rebaptise la caméra de prises de vues le « Biographe », et l'appareil de projection le « Bioscope ». « Mais l'exploitation fin 1895 du Phonoscope, de même que la caméra à came battante et à film non perforé, sera un désastre commercial pour Gaumont. »
Alice Guy essaye bien de convaincre son employeur de compenser les défauts du procédé en faisant cadeau aux acheteurs des appareils, de quelques « vues comiques » dans l'esprit de L'Arroseur arrosé. Léon Gaumont, réticent, finit par l’autoriser à tenter un essai « à condition que ce soit en dehors de ses heures de travail ». En 1896, Alice Guy, alors âgée de 23 ans, réalise La Fée aux choux. Elle-même se désigne comme « "directrice de prises de vues" […] le personnage est une fée qui extrait d'un potager de choux un nouveau-né qu'elle montre, ravie, à la caméra. Bien que le tournage soit effectué dans un véritable jardin, tous les végétaux sont reconstitués en bois et plâtre peints. » Une seconde version est réalisée en 1900,,.
Le succès de cette bande décide Léon Gaumont à lui confier la direction d'un service spécialisé dans les vues animées de fiction, ce qu’elle fait de 1896 à 1907, tournant elle-même les premières bobines, et choisissant ensuite ses collaborateurs. C’est ainsi qu’en 1904, Alice Guy embauche Ferdinand Zecca qui réalise Les Méfaits d’une tête de veau. Elle fait aussi débuter dans la profession comme réalisateur Louis Feuillade, qui va devenir le préféré de Léon Gaumont, et comme décorateur Henri Ménessier. Le film lisse de 58 mm de large employé au moment de ces débuts, trop cher et peu fiable, sera remplacé par du film à perforations Edison, de 35 mm de large, auquel on adaptera la caméra et le projecteur Gaumont. Les procédés Demenÿ, archaïques, seront aussitôt définitivement abandonnés.

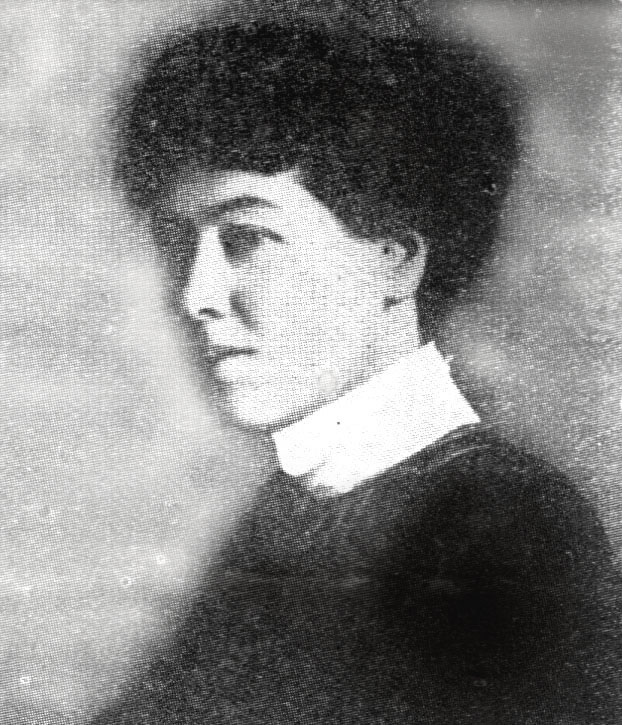
Alice Guy en 1906.

En 1898-1899, Alice Guy innove dans le choix des sujets en tournant plusieurs scènes de la vie et de la Passion de Jésus-Christ. L'ensemble a une durée exceptionnelle de 35 minutes, mais les bobines sont vendues séparément, comme autant d'épisodes. « Alice Guy signe ainsi le premier péplum de l'histoire du cinéma. »,. Le succès commercial inspire d’autres productions sur le même sujet (Lumière, Pathé…). En 1906, elle complète ces différents épisodes par une production à gros budget pour l'époque, avec 300 figurants et 25 tableaux, soit plus de 600 m de film (environ 1/2 heure). Elle reçoit pour celle-ci les félicitations de Louis Gaumont, et la médaille de la ville de Milan.

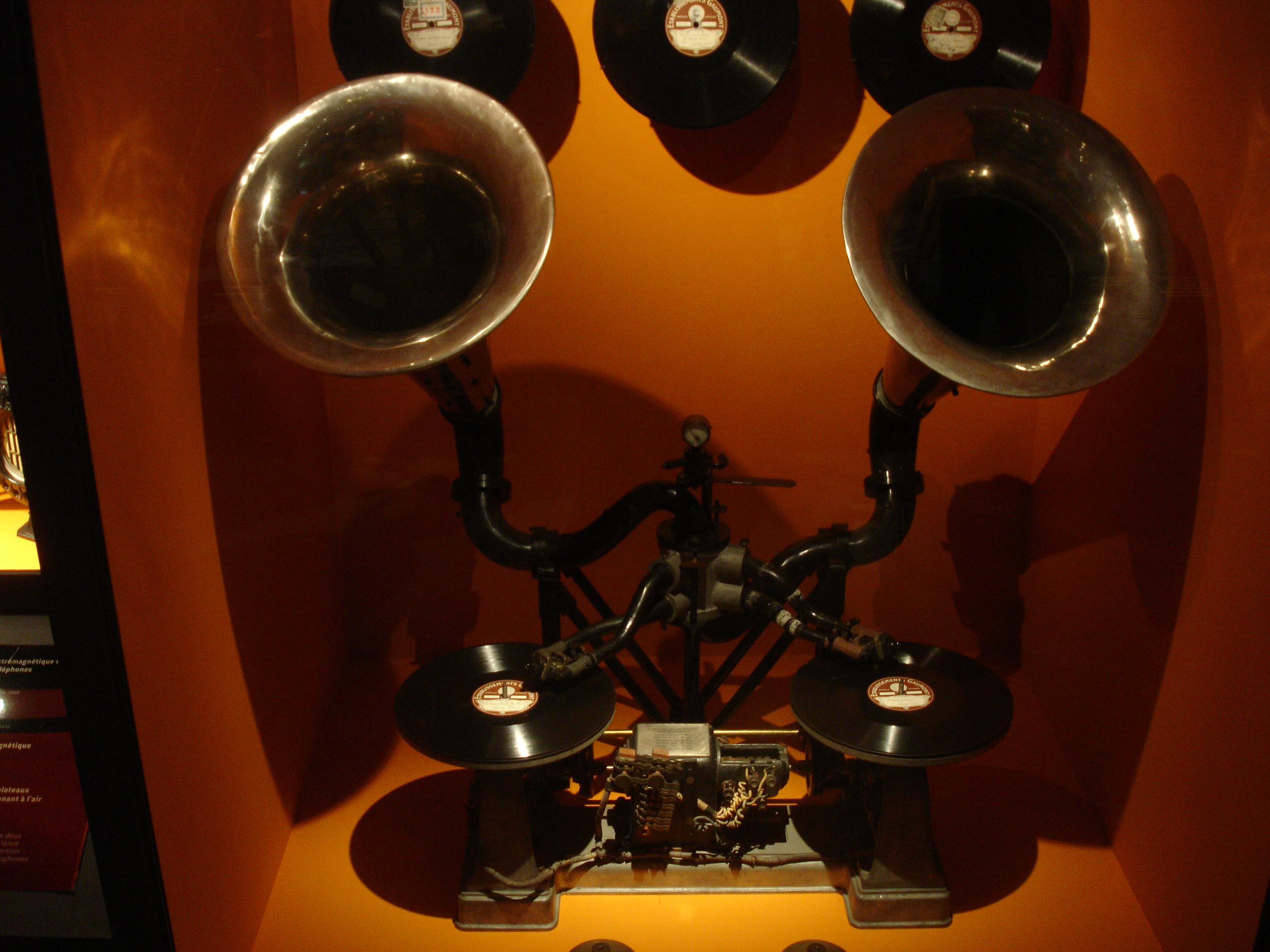
Chronomégaphone Gaumont : les deux lecteurs de disque, appelés « Elgéphone » (LG étant les initiales de Léon Gaumont), forment le système « Chronomégaphone » pour équiper en son les salles de cinéma qui programment les « Phonoscènes » dirigées par Alice Guy, 1910.

Entre 1902 et 1906, Alice Guy réalise, ou dirige la production d’une centaine de phonoscènes enregistrées à l'aide d'un couple de machines inspiré du Chronophone de Georges Demenÿ. Sont ainsi conservées pour la postérité des prestations de chanteurs d’opéra et de chansonniers populaires comme Dranem ou Félix Mayol, réalisant le rêve de Thomas Edison qui imaginait le même couple dès 1887, qui aurait permis d’« assister à un concert du Metropolitan Opera cinquante ans plus tard, alors que tous les interprètes auraient disparu depuis longtemps ». À cette occasion, Alice Guy fait tourner le premier making-of d’un film, intitulé aujourd'hui Alice Guy tourne une phonoscène.
Les réalisations personnelles d'Alice Guy sont de plusieurs centaines de films, très courts, comme le sont tous les films à l'époque, et dans tous les genres possibles. Elle aborde aussi des thèmes sociaux qui lui tiennent à cœur. Ainsi, son court métrage sarcastique de 1906 intitulé Les Résultats du féminisme, dans lequel hommes et femmes échangent leurs rôles, reste actuel par son évaluation inversée du principe « deux poids, deux mesures ». C'est un film qui montre l'organisation domestique inversée : les hommes à la cuisine et aux couches à changer, et les femmes confortablement allongées sur des sofas, bavassant, fumant et houspillant la « gent masculine ». Cette même année 1906, Une femme collante et Madame a des envies mettent en avant, ici encore avec ironie, des clichés sur le désir féminin. « Elle s'intéressait beaucoup au sexisme. Et elle aimait faire des films avec des héroïnes féminines actives et aventureuses », remarque l'historienne du cinéma Shelley Stamp.
En 1907, elle épouse Herbert Blaché, un opérateur issu de l'agence Gaumont de Londres, qu'elle avait rencontré brièvement en France en 1906 et mieux connu lors d’un voyage professionnel en Allemagne quand il était directeur de l’agence Gaumont à Berlin,. Léon Gaumont envoie Blaché comme expert de son Chronophone auprès d'un industriel de Cleveland aux États-Unis, à qui il a cédé des droits d'exploitation. Alice Guy se fait remplacer par Louis Feuillade comme directeur artistique et part avec son mari.

### Carrière américaine

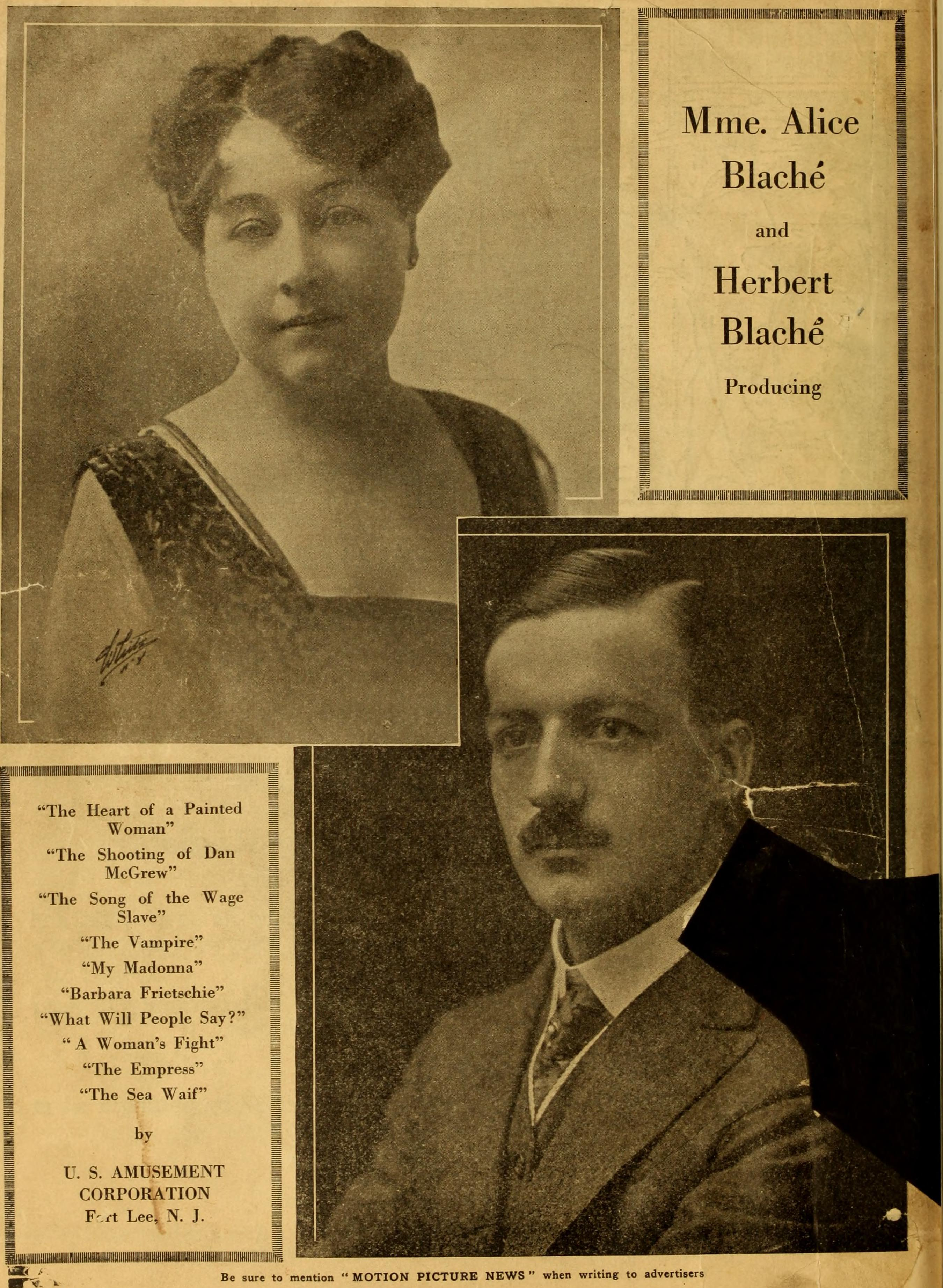
Alice Guy et Herbert Blaché (1916).

Alice Guy et son mari s'installent aux États-Unis à New York dans le quartier de Flushing, et tentent de promouvoir l'invendable Chronophone de Gaumont. Elle y met au monde sa fille, Simone, en 1908. En 1910, elle monte son propre studio alors qu'elle est enceinte de son deuxième enfant, Reginald.
En 1910, Alice Guy crée sa propre société, la Solax Film Co, dont elle est présidente et directrice de production. Les premiers studios sont construits à Flushing. Devant le succès, ceux-ci deviennent trop exigus, et deux ans plus tard, en 1912, de nouvelles installations les remplacent à Fort Lee (New Jersey). Solax devient l’une des plus grandes maisons de production des États-Unis juste avant l'émergence d'Hollywood. Ces studios connaissent un fort développement et accueillent d'autres compagnies de cinéma : la Goldwyn Pictures corporation s'y installe de 1916 à 1917 avant de rejoindre les studios d'Universal ; Pathé en loue une partie en 1918, tout comme Lewis J. Selznick en 1917. En tout, plusieurs centaines de films y sont tournés. La Metro Pictures Corporation y fait ses débuts comme distributeur des films de la Solax.

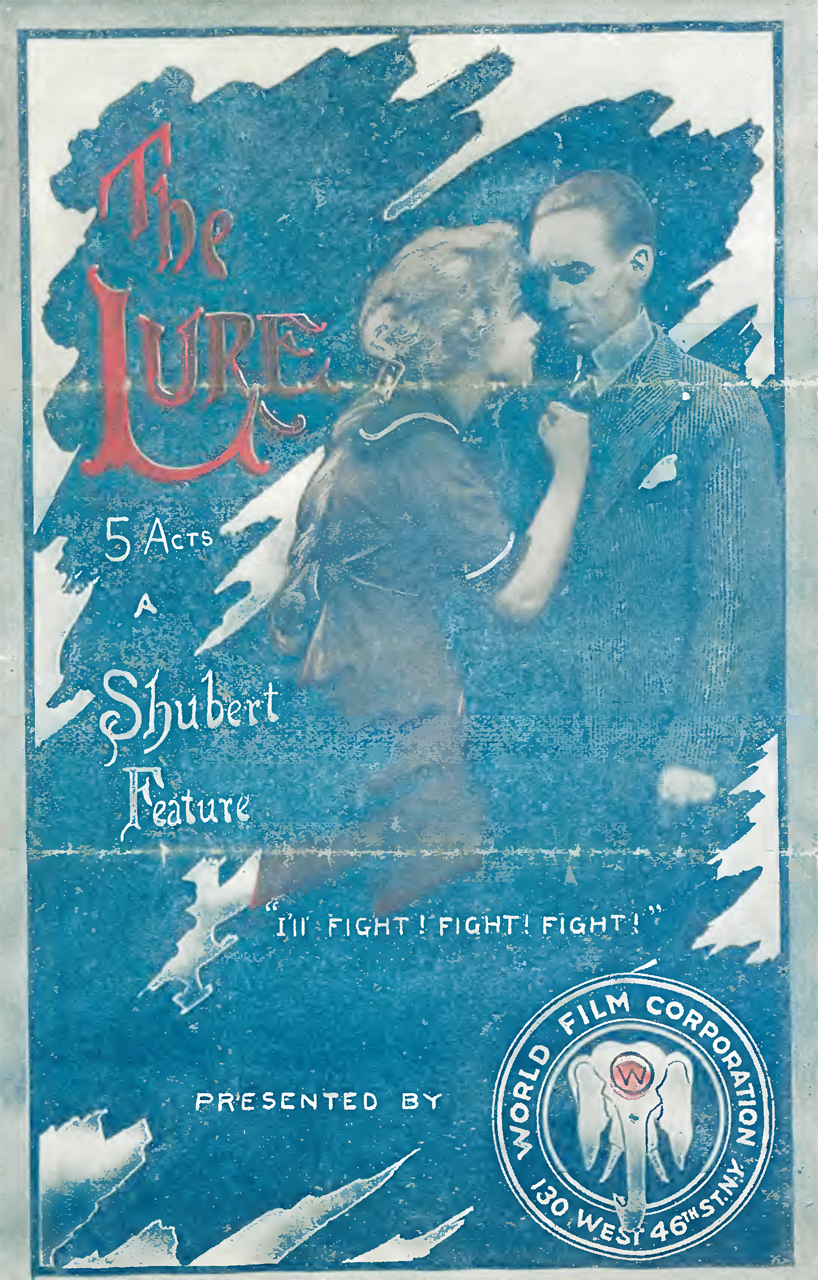
Affiche de The Lure (film perdu), 1914.

Alice Guy place un grand panneau sur les plateaux : « Be Natural » (Soyez naturels !). Elle tourne des mélodrames (Les Feuilles chéant (en), 1912), des westerns (Greater Love Hath no Man, 1911), des films sur la guerre civile (For the Love of the Flag, 1912). Elle s'intéresse souvent aux problèmes ethniques : Across the Mexican Line (1911), A Man is a Man (1912), Making of an American Citizen (1913). Lorsque ses acteurs blancs refusent d'apparaître à l'écran avec des acteurs noirs, elle réalise A Fool and His Money (1912) qui est un des premiers films joués uniquement par des acteurs afro-américains,. Au cours de ces années, les films d'une seule bobine, les One reel movies d'un quart d'heure, ne sont plus la durée préférée des spectateurs ; les Three reel movies de 45 minutes sont désormais courants. Alice Guy livre ainsi un Fra Diavolo (1912) et un Dick Whittington Cat (1913).
Le couple travaille de concert, mais dès que son mari n'est plus en contrat avec Gaumont, en 1913, elle le nomme président de la Solax. « Je lui avais abandonné les rênes avec plaisir. Je n’assistais à aucune réunion des conseils où la Sales & Co composait les programmes, j’aurais, disait Herbert, “gêné les hommes qui désiraient fumer leur cigare en paix et cracher à leur aise tout en discutant des affaires”. » Trois mois plus tard, Herbert Blaché lance sa propre compagnie, Blaché Features, qui absorbe ensuite la Solax.
Les Blaché rejoignent la Popular Plays and Players. En 1914, Alice tourne The Lure, un film (perdu) qui évoque la traite des blanches ; en 1916, sept films longs dont Ocean Waif, et en 1917, The Empress, une histoire de chantage. Les étoiles d'Alice Guy se nomment Olga Petrova, Bessie Love, Blanche Cornwall et son partenaire Darwin Karr, Vinnie Burns, ainsi que Claire Whitney, Doris Kenyon, Lee Beggs, Mace Greenleaf, Marion Swayne, et Billy Quirk.
Durant l'année 1917, elle produit et tourne pour Popular Play and Players et pour US Amusements. Plus tard, elle met ses talents de réalisatrice au service d'autres compagnies sur des scénarios imposés. Le cinéma, devenu une grande industrie, migre sur la côte ouest des États-Unis, à Hollywood, où les indépendants ont peu de place. En 1917, ses deux enfants tombent gravement malades, elle part avec eux pour la Caroline du Nord où elle sera aussi volontaire de la Croix-Rouge.

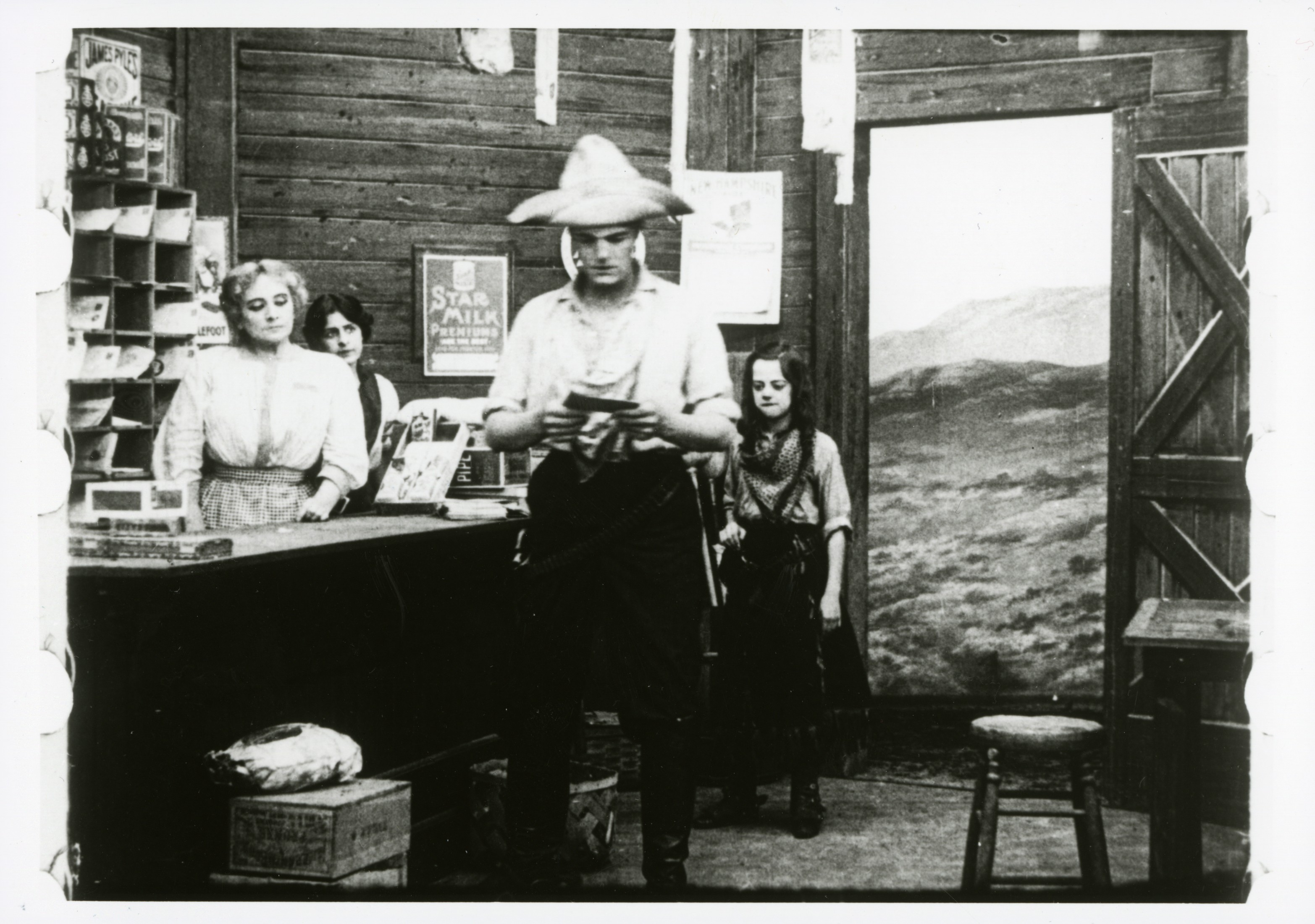
Two little strangers, Solax, 1912.
- A Fool and His Money, 1912.
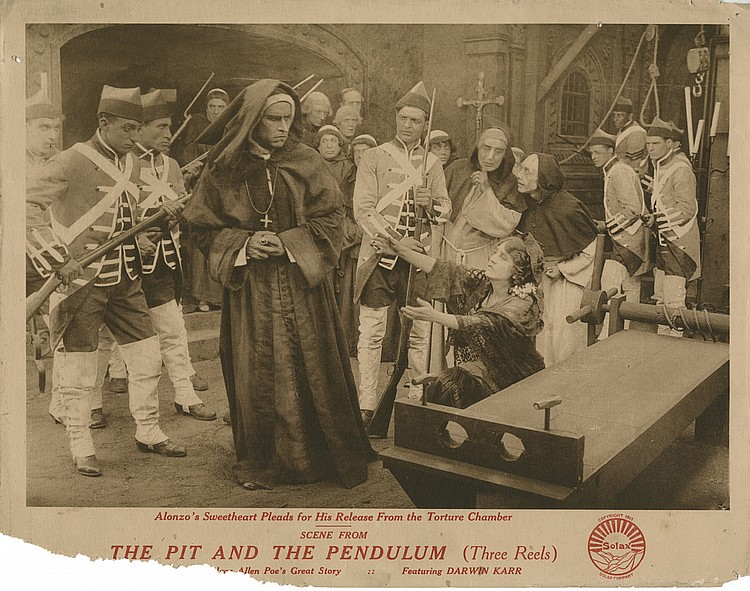
The Pit and the pendulum, 1913.
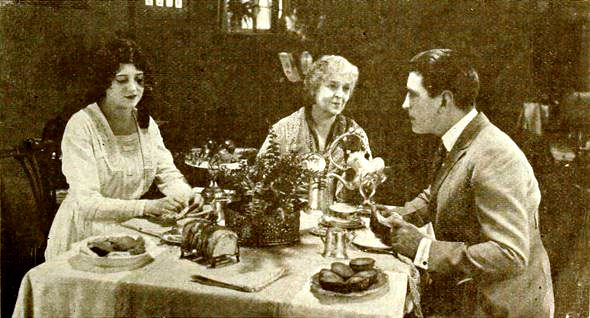
Tarnished Reputations avec Dolores Cassinelli et Alan Roscoe, 1919.

### Retraite forcée
En 1919, son mari la quitte pour une actrice et part pour Hollywood,. Elle le rejoint un temps sur la côte ouest et l’assiste sur ses tournages l'espace de deux films. Mais le couple finit cependant par divorcer en 1922. Elle s’en trouve très affectée ; en 1921, elle a été contrainte de vendre son studio de Fort Lee pour éponger des dettes dues en grande partie à la mauvaise gestion d'Herbert Blaché. Divorcée et ruinée, âgée de 50 ans, elle décide en 1922 de rentrer en France avec ses deux enfants, où elle est hébergée chez sa sœur à Nice. Elle ne pourra retrouver un emploi, ni à la Gaumont, ni auprès d'autres sociétés de cinéma,.
En 1927, elle retourne aux États-Unis pour tenter de récupérer ses films. Elle parvient seulement à en retrouver trois.
Elle suit sa fille Simone dans ses postes aux ambassades des États-Unis : France, Suisse (durant la guerre et jusqu'en 1947), France, États-Unis, Belgique. Puis, elle revient aux États-Unis, dans la ville de Wayne (New Jersey). Elle écrit alors des contes pour enfants sous divers pseudonymes, dont celui de « Guy Alix ». Elle donne aussi des conférences dans diverses universités et à l’occasion de rencontres cinématographiques.

### Fin de vie
Alice Guy reçoit la Légion d'honneur en 1955.
En 1957 à l'initiative de Louis Gaumont, le fils de Léon Gaumont, elle reçoit un hommage de la Cinémathèque française.
En 1963, alors qu’elle est âgée de 90 ans, Victor Bachy l'interviewe et publie sa biographie.
Elle meurt en 1968 aux États-Unis à l'âge de 94 ans, sans avoir pu rassembler les films de sa carrière ni faire publier ses mémoires. Ces derniers finiront par paraître en 1976. Elle est enterrée au cimetière Maryrest de Mahwah (comté de Bergen).

## Distinctions
- Exposition universelle de 1900 et exposition de Lille : diplôme de collaboratrice de la maison Gaumont
- Expositions universelles de Saint Louis (1904), Liège (1905) et Milan (1906) : médaille d'or

## Décorations
- Palmes académiques 1907 en tant que « directrice de théâtre »
- Légion d'honneur en 1955

## Historiographie et évolution de la visibilité d'Alice Guy

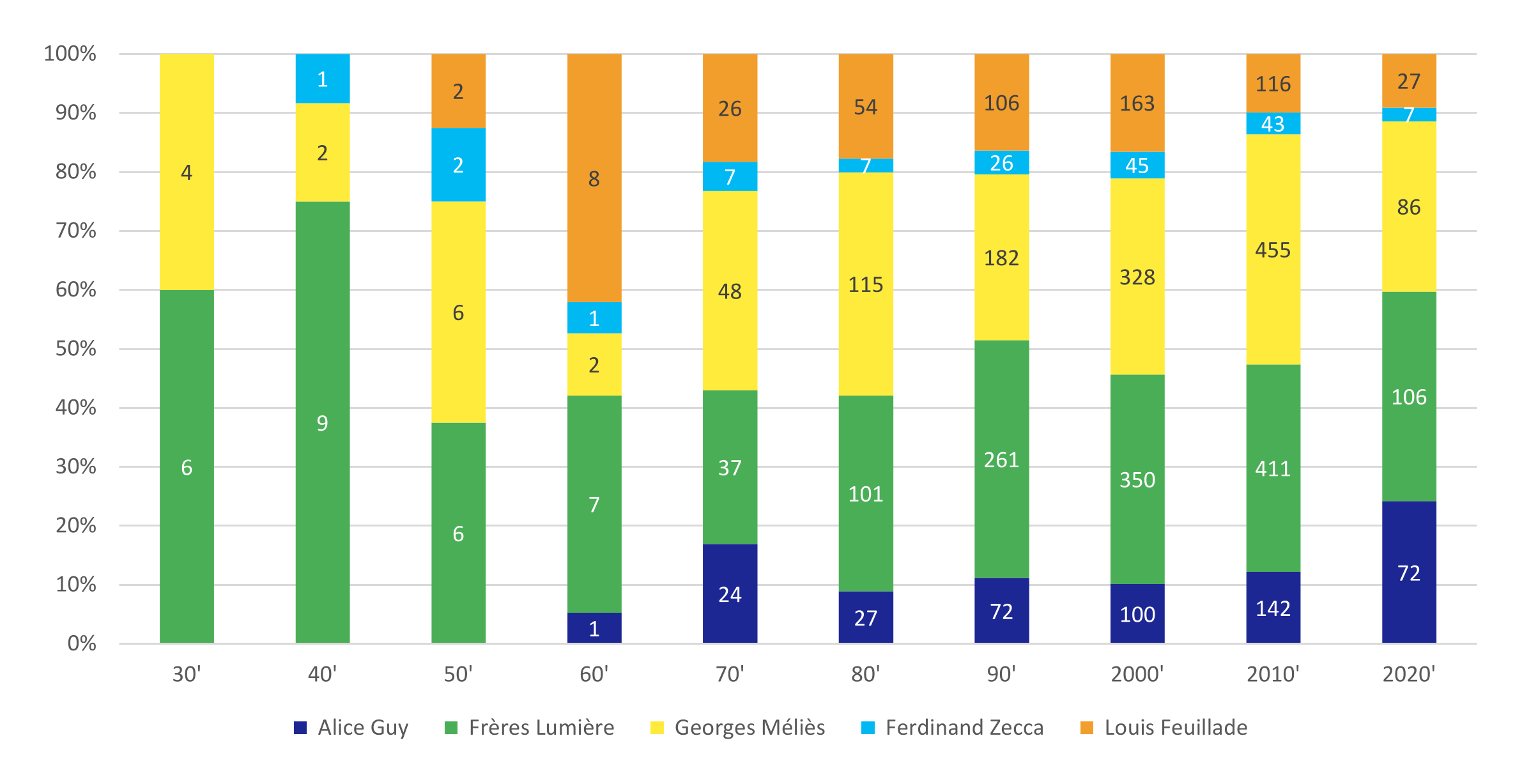
Part des mentions d'Alice Guy dans les publications cinéma spécialisées, comparée à celles des principaux cinéastes primitifs français (années 1930 - 2020).

Les titres d'articles de presse consacrés à Alice Guy l'ont souvent présentée comme une cinéaste « oubliée »,,,,,,, idée qui se retrouve dans les titres de plusieurs films lui étant consacrés (Le Jardin oublié, The Untold Story of Alice Guy-Blaché, L'inconnue du 7e art).
Mais ce constat a pu aussi à rebours être interrogé comme un « gimmick journalistique », en ce qu'il oblitère la recherche passée sur la cinéaste. Un article de la revue de recherche 1895 (Les historiens français contre Alice Guy ?) conteste ainsi ce consensus médiatique, attestant d'une historiographie sur Alice Guy remontant à plusieurs décennies, tout en contextualisant son invisibilité passée.
La question de l’invisibilisation d'Alice Guy est donc un sujet complexe, obligeant à démêler ce qui relève d'une simple méconnaissance du public pour le cinéma primitif (« connaît-on mieux Étienne Arnaud qu’Alice Guy ? » s'interroge l'article), de problèmes concrets d'historiographie (sources écrites rares, films longtemps portés disparus), et de réflexes sexistes ayant exclu la cinéaste du panthéon des pionniers.

### Du temps de son activité (années 1900 et 1910)

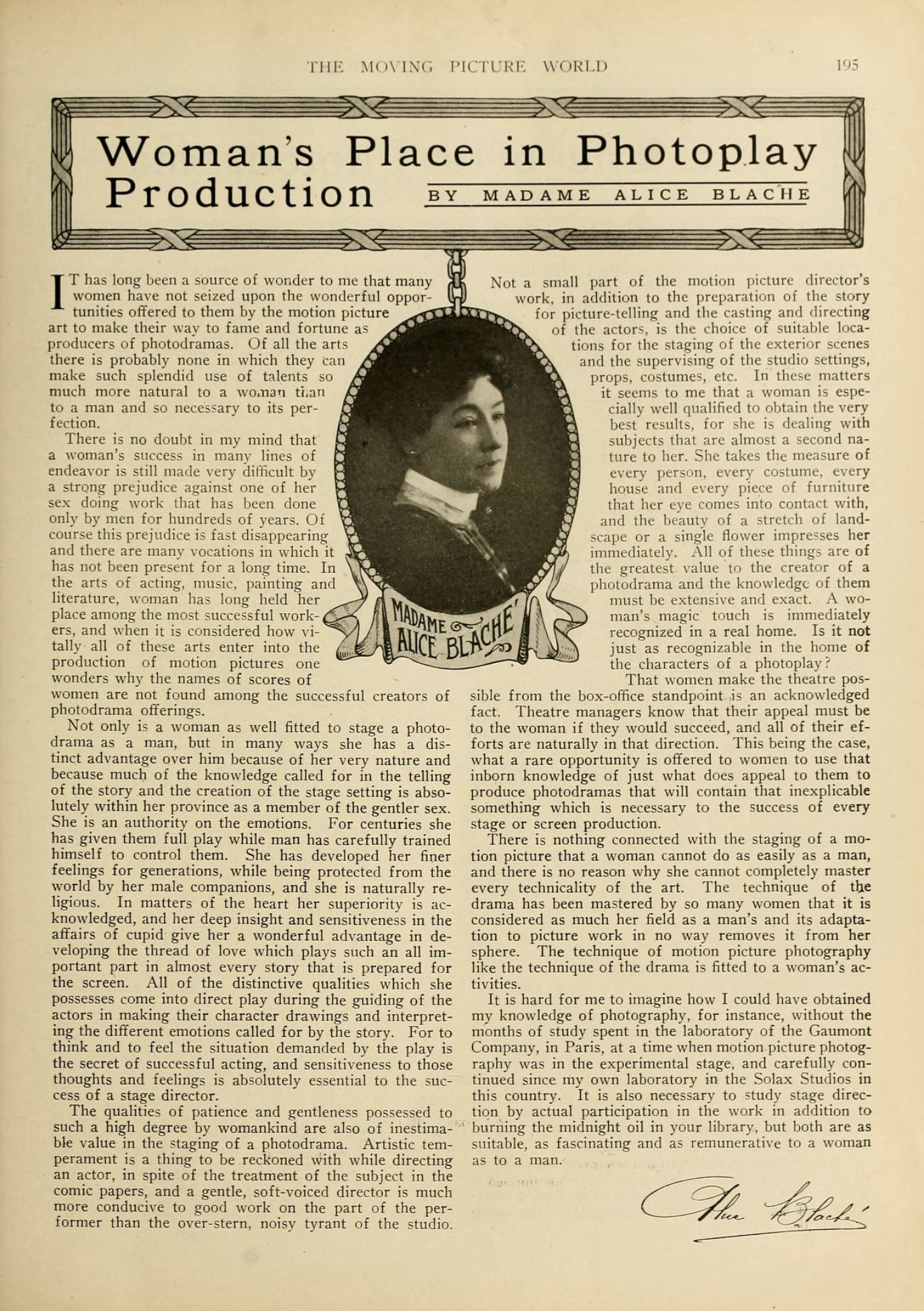
Tribune d'Alice Guy encourageant les femmes à réaliser des films (The Moving Picture World, 11 juillet 1914).

Bien qu'Alice Guy n'ait jamais été créditée aux génériques de sa période française (cette non-mention étant alors la norme), elle reçut durant ces années « une reconnaissance officielle sous forme de prix » : les Palmes académiques en janvier 1907 (en tant que « directrice de prise de vue »), mais aussi plusieurs prix aux différentes Expositions universelles où les films Gaumont étaient très présents – ce qui signifie « que sa contribution a été officiellement reconnue par la société Gaumont ».
Alice Guy ne semble cependant pas vraiment connue de la presse française (évoquant elle-même « la mise sous le boisseau que nous subissions en France, à l’époque dite héroïque ») : Léon Gaumont, peu soucieux de ses cinéastes, ne l'aurait selon elle créditée publiquement qu'une seule fois, à la Société géographique où il officiait (« Voici l'auteur de La Passion, voici Mlle Guy »).
C'est donc seulement aux États-Unis, dans les années 1910, que la cinéaste découvre l'intérêt que les médias lui portent, notamment en tant que première réalisatrice : « Ce ne fut pas le moindre de mes étonnements de constater l’intérêt que le public et la presse portaient à ma modeste personne. Je passais rarement une semaine sans être interviewée. (...) Je passais pour un phénomène ». Victor Bachy recense, en effet, plusieurs de ces articles, qui se feront néanmoins plus rares dès que la carrière de la cinéaste connaîtra des difficultés (« À notre connaissance, on ne trouve plus, à partir de 1916 et jusqu'en 1920 que des entrefilets, des échos, de simples notes informatives »).

### Invisibilisation et efforts rectificatifs (années 1920 à 1940)
À son retour en France, Alice Guy fait le constat qu'après « avoir vécu aux États-Unis, [elle est] oubliée ». Seul Étienne Arnaud, cinéaste qui fut son assistant chez Gaumont, la présente comme pionnière dans un petit livre historico-didactique sur le cinéma qu'il publie en 1922.
Pour le reste, les premières Histoires du cinéma publiées en France ne mentionnent pas Alice Guy, ou le font mal : elle est absente de celle de Georges-Michel Coissac (1925), et décrite en tant qu'actrice dans celle de Robert Brasillach et Maurice Bardèche (1935). Il en va de même pour les premières Histoires du cinéma anglophones : elle n'est pas mentionnée dans celle de Paul Rotha (que ce soit dans l'édition de 1930 ou de 1960), ni dans celle de Lewis Jacobs (1939), ni dans celle, plus tardive, d'Arthur Knight (que ce soit dans l'édition de 1957 ou de 1978).
Enfin, lorsque Léon Gaumont publie, en 1924 (puis à nouveau en 1935, augmenté d'autres textes), un ouvrage retraçant l'histoire de sa société (Notice rétrospective sur les Établissements Gaumont), il semble y faire débuter la production de fictions en 1906 (et non en 1896), et ne mentionne pas une fois Alice Guy.

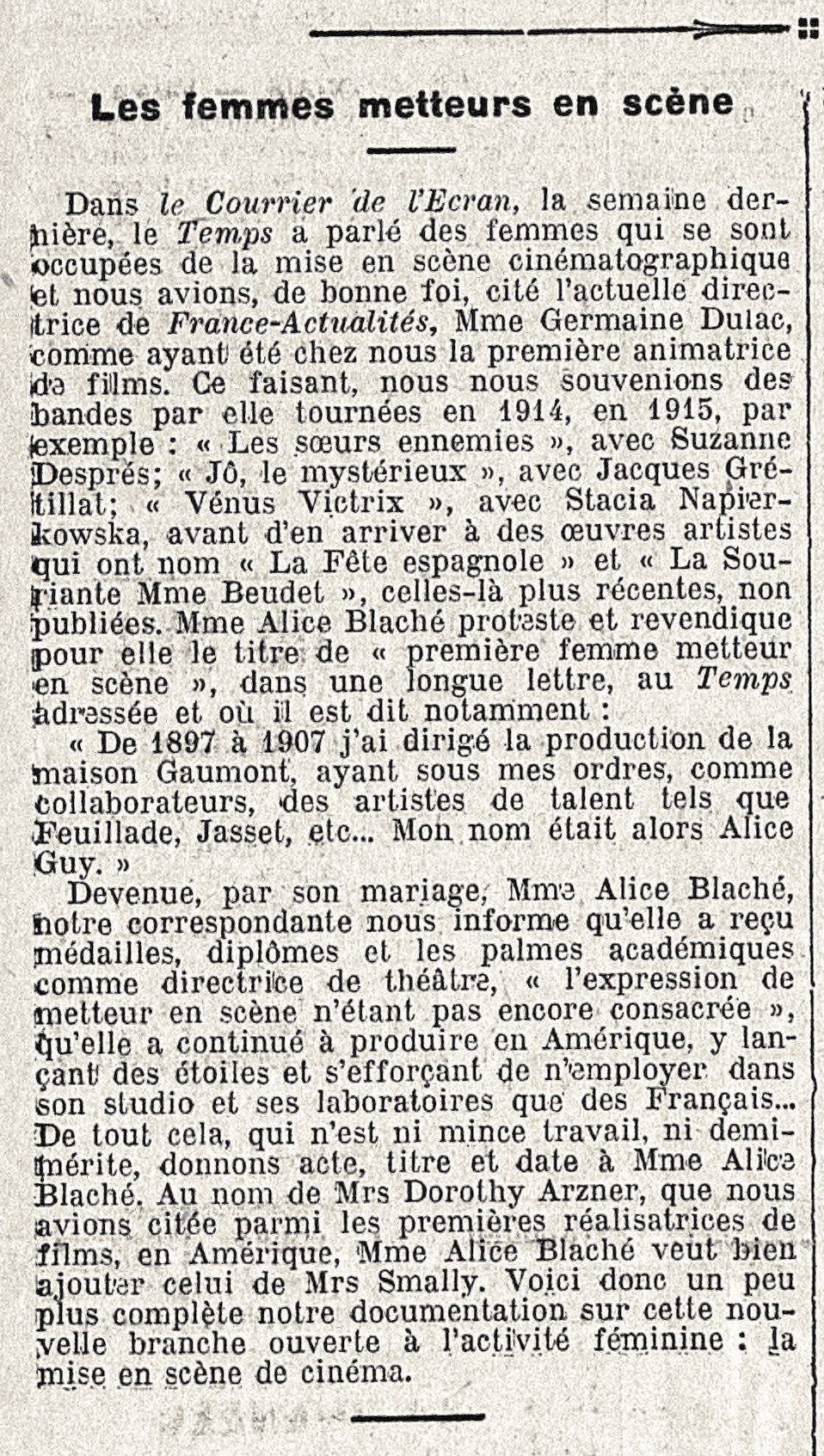
Article rectificatif sur Alice Guy (Le Temps, 30 septembre 1933).

Pour contrer cet effacement généralisé, Alice Guy entame une croisade de rectifications.
Tout d'abord par une correspondance avec Léon Gaumont qui, la jugeant la mieux qualifiée pour retracer l'histoire des premières années de sa production, lui transmet la liste des films de la société, qu'elle lui renvoie annotée et corrigée. Gaumont prévoit d'utiliser ces remarques pour une réédition de son manuscrit, mais sa mort, en 1946, fait que cette version corrigée ne sera jamais publiée.
Alice Guy tente aussi de contrer son invisibilisation dans la presse. Parfois avec succès : lorsque Le Temps publie un article déclarant que Germaine Dulac et Dorothy Arzner sont les premières réalisatrices, elle obtient un rectificatif dans les colonnes de journal. Mais parfois non : en 1941, Gaumont lui envoie deux journalistes de la revue 7 jours désirant écrire un article sur les débuts du cinéma, leur conseillant de recueillir son témoignage. Elle s'étonne que ceux-ci la regardent de manière suspicieuse : une fois publié, l'article ne la mentionne pas.
Ces rectifications, enfin, concernent les travaux des premiers historiens. Lorsque Georges Sadoul écrit la première édition de son Histoire du cinéma sur les pionniers, il se fonde principalement sur le témoignage d'Henri Gallet, un ancien employé de Gaumont congédié en 1905, qui affabule en s'attribuant la paternité de nombreux films de la société,. À sa publication, si l'ouvrage de Sadoul mentionne certes Alice Guy, il la dépossède ainsi de ses films emblématiques : il attribue La Fée au choux à Henri Gallet, et La Vie du Christ à Victorin Jasset (qui n'y était qu'assistant) ; par ailleurs, il attribue à tort à Alice Guy Les Méfaits de la tête de veau (1904) – une erreur d'attribution qui perdurera systématiquement, malgré les dénégations de la cinéaste, des écrits de Marcel Lapierre (1948) à ceux de Jean Mitry (1964).
Alice Guy rencontre Sadoul, et lui montre des documents prouvant que les films mal attribués sont les siens : Sadoul apporte une partie des corrections nécessaires dans la réédition de 1948 de son Histoire du cinéma, où il liste 24 films de la cinéaste. En 1947, Charles Ford et René Jeanne (qui sont allés la rencontrer) publient le premier tome de leur Histoire encyclopédique du cinéma : Alice Guy y est légitimée (« Léon Gaumont avait aussi son Zecca »), La Fée aux choux et La Vie du Christ lui sont ré-attribués, et sa photographie est affichée à égalité aux côtés de celle de Gaumont.
Enfin, toujours en 1947, Alice Guy est invitée à donner des conférences dans des lycées et clubs de femmes en Suisse (où elle a suivi sa fille, qui y travaille), ce qui la pousse à commencer la rédaction de ses Mémoires.

### Réhabilitation (années 1950 et 1960)
Plus investi que son père dans la réhabilitation d'Alice Guy, Louis Gaumont lui consacre un premier discours le 8 décembre 1954, à l’Association française des ingénieurs et techniciens du cinéma (« Il fit sa conférence devant la Société de photographie […] et je fus de nouveau connue ») ; puis il fait un second discours à son sujet le 15 mars 1957 au siège de la Cinémathèque française, lors d'une cérémonie organisée en l'honneur de la cinéaste (dont la presse ne se fait pas écho, mais qu'elle relate avec émotion dans son journal).
La fille d'Alice Guy (Simone Blaché-Bolton) souligne le bonheur de sa mère de se voir réhabilitée à partir de la fin des années 1950 : « Son nom était enfin reconnu et, grâce à ses efforts, tiré d’un oubli presque certain. Elle était alors constamment sollicitée pour des entrevues par des historiens du cinéma et par des journalistes. Elle a paru à la télévision belge et à la R.T.F.. » Alice Guy donne, en effet, alors plusieurs entretiens radio ou télévisés : à Jacques Marcerou dans l'émission Plein feu sur les spectacles du monde le 8 février 1957, à François Chalais dans Cinepanorama le 25 avril 1957, ou encore à Paul Seban dans l'émission Hiéroglyphes le 1er juillet 1963.
Elle reprend désormais plus automatiquement sa place dans les Histoires générales du cinéma : elle est citée (quoique très rapidement) dans Histoire comparée du cinéma de Jacques Deslandes et Jacques Richard (1966), ou encore dans L'Histoire du cinéma de Jean Mitry (1967).

Cependant, à la mort d'Alice Guy en 1968, et malgré tous ses efforts pour retrouver des copies de son vivant (allant jusqu'à faire un voyage en ce sens aux États-Unis, en 1927, sans résultat), ses films semblent presque tous définitivement perdus, comme le détaille Victor Bachy en faisant le point sur la situation d'alors : 

« Aucune cinémathèque affiliée à la FIAF n'avaient conscience d'en posséder sauf une : celle de Berlin, dont deux petits drames, L'Enfant de la barricade et La Marâtre, avait été présentés à Alice Guy qui les avaient reconnus formellement comme les siens. Selon la réalisatrice, le négatif de La Fée aux choux existait encore à la Cinémathèque française, ainsi qu'une copie de La Passion [La vie du Christ], existence confirmée en 1965 par Henri Langlois. Mais les recherches faites à notre demande par Louis Gaumont en 1966 n'ont donné aucun résultat. »

### Premières publications (années 1970)
Les années 1970 sont propices à la mise en lumière d'Alice Guy, du fait de l'émergence des premières recherches sérieuses consacrées au cinéma primitif (« qu’on date, par convention, de 1978 au Congrès de la FIAF de Brighton »), et d'un regain d'intérêt pour les écrits féministes (« y a dix ans, les témoignages de femmes étaient moins à la mode et personne en France n’avait été intéressé parmi les collections de cinéma », écrit Nicole Lise Bernheim en préface de l'autobiographie d'Alice Guy).
La publication, en janvier 1971, d'un long article de Francis Lacassin pour la revue Cinéma (Alice Guy, première réalisatrice de films au monde, également traduit en anglais dans la revue Sight and Sound), est le premier travail historien de fond consacré à Alice Guy. Ce texte fourni (qui deviendra en 1972, le premier chapitre de son livre Pour une contre-histoire du cinéma) est entre autres nourri d'entretiens que Lacassin a eu avec la cinéaste. La même année, un ouvrage consacré aux réalisatrices (Femmes cinéastes: ou, Le triomphe de la volonté, de Charles Ford) consacre également une quinzaine de pages à Alice Guy.
L'association féministe Musidora joue alors un rôle important dans son regain de visibilité. Prenant contact avec l'historien américain Anthony Slide, qui a commencé à réunir des éléments sur Alice Guy aux États-Unis, l'association récupère deux films de la période américaine, pour les projeter en 1974 à son premier festival français de films de femmes. Nicole Lise Bernheim, cofondatrice de Musidora, présente également en 1975 une longue émission sur France Culture consacrée à la cinéaste, confrontant historiens du cinéma (Francis Lacassin, Jacques Deslandes) et journalistes ou figures féministes (Claire Clouzot, Delphine Seyrig). Elle coréalise également le court documentaire Qui est Alice Guy ? pour l'émission Hiéroglyphes du 25 janvier 1976.
L’initiative majeure du collectif Musidora reste cependant la publication posthume des Mémoires de la cinéaste en 1976 (Alice Guy, 1873-1968 : Autobiographie d’une pionnière du cinéma), ouvrage rédigé entre 1942 et 1953, et qui jusque là n'avait pas trouvé d'éditeur. Cette parution comporte aussi, en annexe, le tout premier recensement des films d'Alice Guy, établi par Francis Lacassin. La parution de ces Mémoires (qui resteront, jusqu'à nos jours, un élément dominant de l'historiographie de la cinéaste) est l'occasion de plusieurs articles sur Alice Guy dans la presse quotidienne ou spécialisée,,,.
Enfin, les années 1970 sont marquées, outre-Atlantique, par l'aboutissement des travaux d'Anthony Slide, qui publie en 1977 un ouvrage (Early women directors, Their role in the development of the silent cinema), dont le premier chapitre est consacré à Alice Guy. Slide fera aussi paraître en anglais l'autobiographie de la cinéaste (The memoirs of Alice Guy Blaché) en 1986.

### Monographies et films retrouvés (années 1980 à 2000)
Les années 1980 sont plutôt discrètes sur le plan des publications, alors que les films d'Alice Guy sont pour la plupart toujours considérés comme perdus. Son cinéma n'est alors discuté qu'à l'occasion d'un colloque en 1985, dont le contenu est ensuite publié.
Cette présentation est le fait de Victor Bachy, historien qui travaille sur la cinéaste depuis les années 1960 : ses recherches, parties des entretiens qu'il a pu avoir avec Alice Guy avant sa mort (de novembre 1963 à juin 1964, alors qu'elle avait 90 ans), aboutissent en 1993 à la publication de la première monographie consacrée à la cinéaste (Alice Guy-Blaché, 1873-1968 - La première femme cinéaste du monde). La revue 1895 parle alors d'une « contribution essentielle à la connaissance de l'œuvre d'Alice Guy », tout en exprimant la frustration qu'une « bonne part du livre ne soit qu'une liste de films avec le résumé des scénarios ».
En effet, si cet ouvrage complète les connaissances sur Alice Guy et argumente certains points de débats historiens et techniques, il consiste principalement en une filmographie complète et commentée d'œuvres pour la majorité disparues. En listant en fin d'ouvrage les films survivants, Bachy ne recense que 16 films français (dont 8 phonoscènes), et 25 films américains déclarés (dont 13 qu'il dit n'avoir pu retrouver).
Cependant, l'identification des films d'Alice Guy dans les fonds d'archives américains et européens va au cours de la décennie faire un bond en avant : entre le début et la fin des années 1990, le nombre des films retrouvés passe d'une quarantaine à environ cent dix, entre autres grâce aux efforts d'Alison McMahan – qui publie le résultat de ces dix années de recherches sous la forme d'une seconde et imposante monographie (Alice Guy Blaché, Lost Visionary of the Cinema, 2002), la plus complète à ce jour sur la cinéaste.
Cet ouvrage, qui se penche en détail sur les différentes étapes de sa carrière (notamment en vue de déconstruire certains mythes y étant associés), et qui propose de résoudre plusieurs points litigieux de la recherche à son sujet, est aussi le premier texte proposant une analyse cinématographique des films, et étudiant les apports d'Alice Guy à l'évolution du langage cinématographique. En outre, McMahan établit un nouvel inventaire complet des œuvres de la cinéaste (qu'elle met aussi à disposition en ligne), œuvres qu'elle estime à un millier.
Pour le reste, la fin du siècle fut marquée par un regain de visibilité publique de la cinéaste : c'est l'époque des premières productions télévisées longues à son sujet (le téléfilm français Elle voulait faire du cinéma en 1985, le documentaire canadien Le Jardin oublié en 1996), mais surtout le temps des premières rétrospectives, au fur et à mesure que ses films sont retrouvés : au MoMA de New York, qui projette huit de ses films américains (1985) ; au Festival du film de femmes de Créteil (1994) ; et au Festival International du film de Loulé, au Portugal (2000) – dont le compte-rendu est l'occasion du premier article consacré à Alice Guy dans les Cahiers du cinéma.
Point d'orgue de cette visibilité retrouvée, Gaumont édite en 2008 le premier coffret DVD consacré à la cinéaste, contenant 65 films de sa période française (une version américaine en sera éditée l'année suivante).

### Célébration médiatique (années 2010 à 2020)

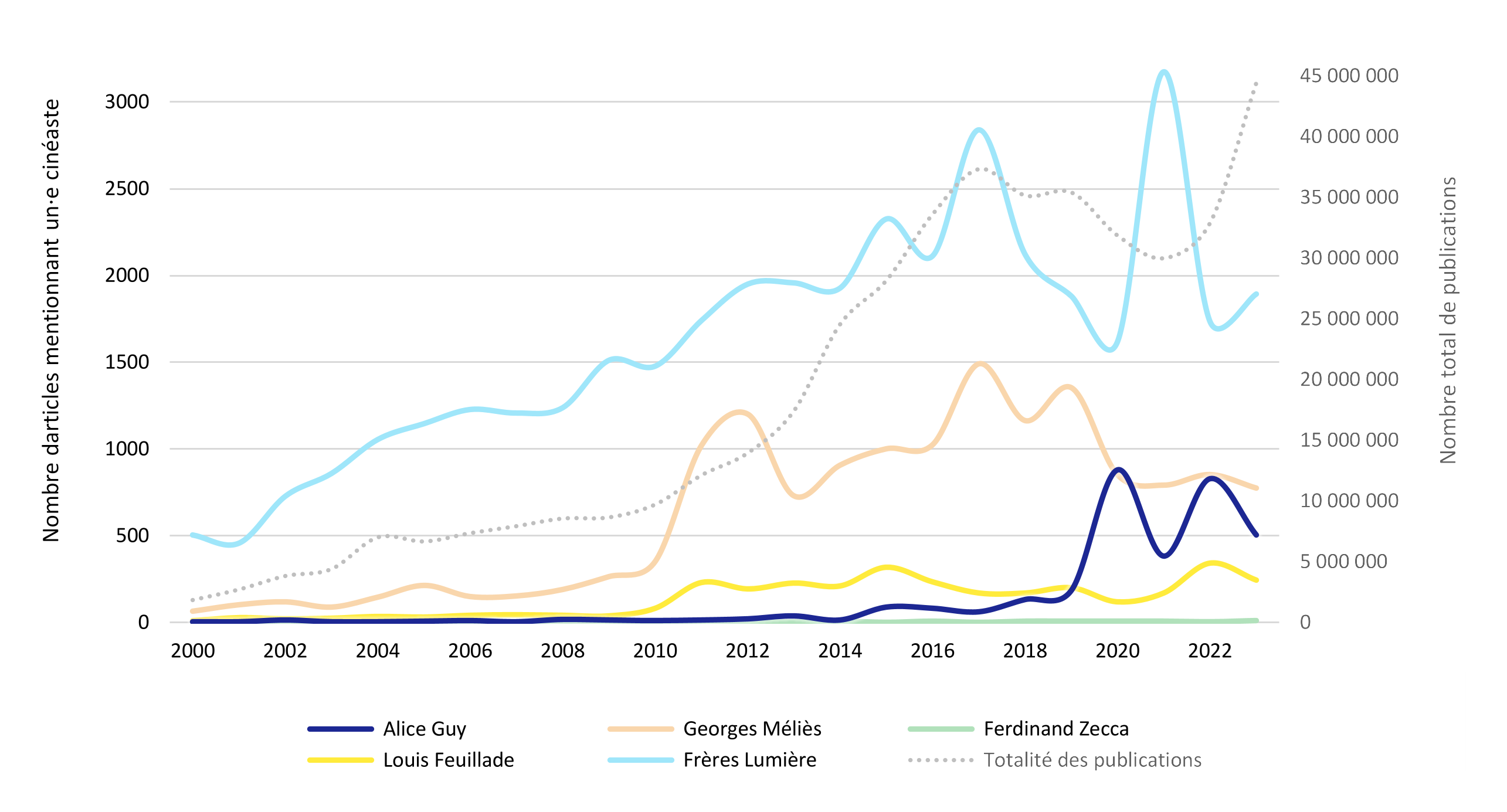
Évolution des mentions d'Alice Guy dans la presse généraliste et les médias internationaux, comparée à celles des principaux cinéastes primitifs français (2000-2023)

En 2010, la cinémathèque française consacre sa première conférence à Alice Guy (« Alice Guy a-t-elle existé ? », Maurice Gianati, 2010). Le temps qu'a mis l'institution à lui dédier une conférence, tout comme le titre de celle-ci, ou encore la thèse qu'elle défend (Alice Guy n'aurait débuté qu'en 1902), ont par la suite pu être lus comme une réticence de la cinéphilie française à intégrer une femme à son panthéon,,,,. La version écrite et fortement documentée de cette conférence deviendra néanmoins une étape de la recherche sur Alice Guy, citée ou discutée dans les écrits ultérieurs consacrés à la cinéaste,.
L'autre publication notable de cette période est un ouvrage collectif (Alice Guy Blaché - Cinema Pioneer) écrit à l'occasion d'une exposition-rétrospective d'ampleur consacrée à la réalisatrice (au Whitney Museum, 2009), qui se compose d'essais explorant différents aspects de la carrière d'Alice Guy (motifs thématiques, position dans l'histoire du cinéma...).
Pour le reste, la recherche sur Alice Guy postérieure aux travaux de McMahan existera surtout sous forme de chapitres isolés lui étant consacrés, au sein d'ouvrages plus larges sur le cinéma féminin :
- Amelie Hastie étudie par exemple le rôle et l’influence des Mémoires d'Alice Guy sur l'historiographie de celle-ci (A feminist reader in early cinema, 2002)[136],
- Kim Tomadjoglou questionne les contradictions à approcher Alice Guy comme une figure progressiste (Doing Women's Film History: Reframing Cinemas, Past and Future, 2015)[137],
- Jane M. Gaines interroge longuement l'importance symbolique du premier film de fiction d'Alice Guy dans l'histoire du cinéma (Pink-Slipped:What Happened to Women in the Silent Film Industries?, 2018)[138].
- Iris Brey analyse la mise en scène de Madame a des envies (1906) comme précurseuse du « female gaze » (Le Regard féminin, 2020)[139]...

Les années 2010 ne sont ainsi pas tant un moment décisif sur le plan théorique, qu'elle ne le sont sur le plan de la visibilité d'Alice Guy, qui connaît alors une forte accélération. Dans le sillage de la rétrospective du Whitney Museum, les expositions et cycles se multiplient en effet dans les institutions et festivals : au Cinema ritrovato de Bologne (2011), au musée d'Orsay (2011), au Filmmuseum de Francfort (2012), à l'Institut français de Tübingen (2021), ou encore à la Cinémathèque française lors d'une journée d'hommage (2023). La restauration de certains de ces films permet également aux États-Unis, en 2018 et 2020, l'édition blu-ray d'un grand nombre d'entre eux,,.
Cette exposition médiatique franchit une dernière étape avec le documentaire Be Natural : l'histoire cachée d'Alice Guy-Blaché (Pamela B. Green, 2018), narré par Jodie Foster, qui connaît de nombreuses projections en festival, et un impressionnant écho dans la presse internationale (malgré des objections exprimées sur ses procédés rhétoriques, ou sur sa minimisation du travail historien préexistant,,).
Signe d'une renommée dépassant désormais les cercles cinéphiles, Alice Guy devient dans les années 2010-2020 l'objet de publications dérivées : autobiographie fictive, roman, bande dessinée, pièce de théâtre, ouvrage jeunesse... Diverses formes d'hommages témoignent alors de sa célébrité retrouvée, comme la création d'un prix Alice-Guy en 2018, ou encore l'apparition de rues,,, et d'une école à son nom.

### Les raisons de l'invisibilisation d'Alice Guy
Pourquoi Alice Guy a-t-elle presque entièrement disparu des mémoires jusqu'aux années 1950, au point d'être absente des premières Histoires du cinéma ?

#### Rareté des traces écrites et disparition des films
L'invisibilisation sexiste n'est pas forcément la première explication qu'Alison McMahan, historienne d'Alice Guy, donne à cette phase initiale d'oubli. Elle constate avant tout que « les documents attribuant la réalisation des films Gaumont antérieurs à 1905 sont rares », que « les premiers films ne comportaient pas de générique », que « jusqu'en 1912, il n'existait pas de procédure de copyright pour les scénarios de films », et qu'au moment de sa mort, « presque aucun de ses films n'existait encore ».
La disparition presque totale des films, durant la majeure partie du XXe siècle, fut en effet un obstacle concret à la reconnaissance, à l'étude, ou à toute rétrospective sur la cinéaste. Dans son essai sur l'historiographie d'Alice Guy, Amélie Hastie avance ainsi « que la perte de la place de Guy-Blaché dans l'Histoire est en grande partie due à la perte de ses films. (...) Sa contribution a été "oubliée" [parce que] la plupart des films qu'elle a réalisés n'ont pas été conservés ou archivés de manière centralisée au moment de leur production ».
Deux objections existent néanmoins à cet argument de l'absence des films et de traces écrites.
Tout d'abord, celle de la carrière américaine d'Alice Guy, comme le remarque Alan Williams : « En France, presque personne en dehors de l'industrie ne la connaissait, mais aux États-Unis, elle était, à sa modeste manière, une sorte de célébrité. Ses activités étaient couvertes, non seulement par la presse professionnelle, mais aussi par des journaux généralistes de temps à autre. Il peut donc sembler étrange qu'après la fin de sa carrière de cinéaste, on ne se souvienne pas d'elle dans les livres sur l'histoire du cinéma américain. » Victor Bachy, à propos de cet oubli américain suspect, prend l'exemple d'un ouvrage publié en 1920 (The First One Hundred Noted Men and Women of the Screen) qui omet Alice Guy mais retient son mari Herbert Blaché, à une époque où elle était pourtant encore « physiquement présente sur la scène cinématographique américaine », ce qui fait qu'on « ne pouvait involontairement [l']ignorer ».
Allan Williams considère que cet oubli américain n'a rien d'étonnant, « l'histoire [étant] généralement écrite du point de vue des vainqueurs » – à savoir, ici, ceux des multiples bouleversements ayant marqué le cinéma des années 1910 : « Elle était française, et c'est le cinéma américain qui allait remplacer les films français en tant que puissance mondiale dominante ; elle était à la tête d'un studio indépendant, et ce sont les sociétés verticalement intégrées qui allaient dévorer leurs petites sœurs ; elle était sur la côte Est, et c'est la côte Ouest qui allait emporter la guerre économico-culturelle au sein du cinéma américain. Et c'était une femme. »
La deuxième objection faite à l'argument de l'absence de traces écrites est que d'autres cinéastes contemporains d'Alice Guy ont eux conservé leur notoriété. Dans l'émission de radio de 1975 consacrée à Alice Guy, l'historien Francis Lacassin y répond en avançant que « ce n'est pas une conspiration contre Alice Guy, mais contre tous les premiers pionniers, parce qu'ils ont travaillé trop tôt et se sont retirés trop tôt, à une époque où il n'y avait pas d'archives, où l'on ne publiait pas les noms des metteurs en scène. Si Alice Guy avait débuté dix ans après, on se souviendrait beaucoup plus d'elle ». Selon lui, « tous les anciens d'avant 14 ont été oubliés, si on se souvient d'eux c'est tout à fait par hasard » : il se dit ainsi persuadé que si Louis Feuillade n'avait pas réalisé Fantomas (serial à grand succès de 1913), on l'aurait lui aussi oublié ; et que si Georges Méliès est resté célèbre en France, ce n'est que parce qu'il « a duré jusqu'en 1913 », alors qu'en France Alice Guy « a disparu en 1907 avant que le cinéma ne soit vraiment organisé » ; il ajoute que les cinéastes Gaumont contemporains d'Alice Guy (Roméo Bosetti, Jacques-Roulet Plessis, Jean Durand) sont restés tout aussi méconnus qu'elle.

#### La piste familiale
Lorsque Guy est rentrée en France, « il était trop tard, on l'avait oubliée » ; mais Bachy souligne que « Georges Méliès lui aussi, qui n'avait pourtant pas quitté son pays, connut la souffrance de l'oubli » : tardivement reconnu à la gare Montparnasse, Méliès « reçut de multiples hommages, sans plus, et mourut dans la maison de retraite d'Orly ». Selon Bachy, Méliès doit donc surtout sa postérité et le souvenir de son nom « à la piété filiale de ses petits-enfants et à leurs efforts incessants pour retrouver ses films », lui permettant « de connaître une notoriété méritée qu'il n'aurait sans doute pas retrouvée sans eux ».
Bien qu'entretenant a priori de bons rapports avec ses enfants (sa fille l'avait matériellement recueillie et vivait avec elle), Alice Guy n'a pas la même chance : « Sa famille restait indifférente. Son fils, engagé aux États-Unis sur de tout autres voies, ne s'intéressait pas au cinéma de sa mère et sa fille Simone, restée célibataire, jalouse du temps que pendant son enfance « Madame Blaché » lui avait dérobé pour faire des films, avait pris le cinéma en grippe ». Alice Guy le confirme en effet dans ses entretiens avec Bachy : « J'ai une fille qui déteste le cinéma. (...) [Elle] me dit : "Mais oublie tout ça, laisse tout ça, jette tout ça au feu" ».
Il est d'ailleurs à noter que le retour tardif en visibilité d'Alice Guy passera entre autres par un effort familial : celui du documentaire réalisé par Marquise Lepage, sa petite fille (Le Jardin oublié).

#### Le rôle de Léon Gaumont

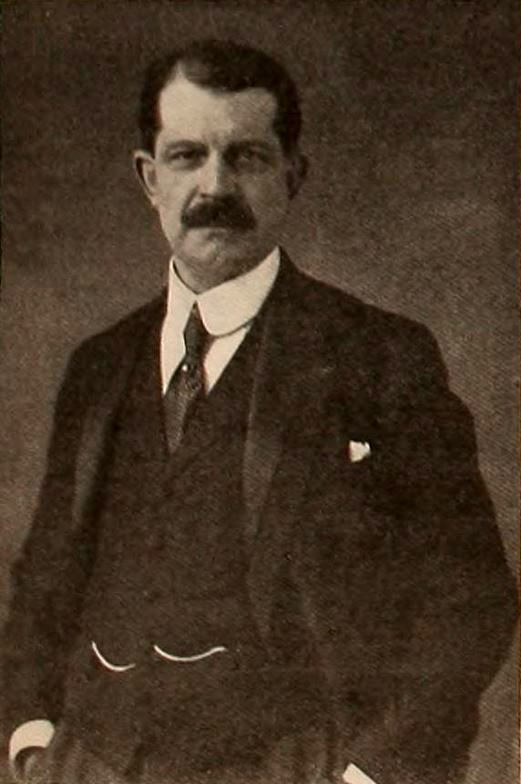
Léon Gaumont (dans Motion Picture News, juin 1920).

Alison McMahan, observant le contexte défavorable à la survivance de traces écrites, en vient à la conclusion que le principal acteur de l'oubli d'Alice Guy est Léon Gaumont lui-même : « Léon Gaumont n'a jamais pensé que la production cinématographique était particulièrement importante. Il était inventeur et cultivait une variété d'inventeurs au sein de sa société.
(...) [Il n'a] jamais reconnu [Alice Guy] spécifiquement, par exemple dans ses discours de réception de la Légion d'honneur et quelques années plus tard lorsqu'il devint officier de la Légion d'honneur, mais il n'a pas non plus reconnu d'autres producteurs de films à son service, même Feuillade qui, à l'époque de ce dernier discours, travaillait encore pour lui. En revanche, il reconnaît Decaux et d'autres inventeurs et techniciens, dont la plupart étaient présents lors de ses discours (Feuillade et Guy n'étaient pas là). Cette omission de sa part semble davantage refléter ses priorités (l'innovation technique plutôt que la production cinématographique).
En conséquence, elle est à peine mentionnée dans les documents officiels de la société Gaumont jusqu'à ce que Louis, le fils de Léon, commence à écrire l'histoire de la société et demande des informations à Guy à la fin des années 1940 et au début des années 1950. Il était inévitable, étant donné le manque de documentation, que les histoires du cinéma écrites depuis les années 1920 jusqu'à la parution de l'autobiographie de Guy au milieu des années 1970 ne la reconnaissent pas pour ses réalisations. »
Une hypothèse qui rejoint les observations de Bachy : « Travailler pour Gaumont voulait dire accepter l'autorité du patron, et admettre qu'il tire toute la couverture à lui », citant pour exemple la Notice retrospective, qu'il avait publiée, « tout à fait égocentrique ». En effet, si cette notice ne mentionne pas Alice Guy, c'est aussi le sort des autres cinéastes de la firme – seul Louis Feuillade y a droit à quatre courtes lignes, sur les 120 pages que compte la version augmentée (dans laquelle Gaumont citera par contre beaucoup ses techniciens – Demeny, Decaux, Frely…). Dans une note manuscrite d'Alice Guy, postérieure à 1954, on peut d'ailleurs lire des remarques particulièrement amères sur son ancien patron : « M. Gaumont a été féroce pour les employés qui ont essayer de se créer un nom (…). Il les a passés sous silence, laissés dans un oubli complet ».
En 1975, dans un reportage audio interrogeant Daniel Toscan du Plantier, alors directeur de Gaumont, celui-ci dit ignorer qui est Alice Guy, signe que la société n'a pas entretenu son souvenir en interne.

#### L'invisibilisation sexiste
Ces différents arguments n'ont pas toujours convaincu les journalistes et universitaires féministes ; dans la préface de l'autobiographie de la cinéaste, Nicole-Lise Bernheim écrit ainsi à propos d'Alice Guy : 

« Je suis une femme. Donc, personne ne sait mon nom. C’est simple. Personne. Tant pis pour moi. Une femme de plus dans les poubelles de l’Histoire des femmes. […] Gloire à Méliès, gloire à Zecca ! Oublions Alice Guy, s’il vous plaît. Il vaut mieux continuer à penser que les femmes ne sont pas des créatrices, et qu’il n’y a pas de génie femme. »

Cette comparaison avec Méliès (qui lui aussi débute en 1896, qui lui aussi dirige la production d'un studio, qui lui aussi se spécialise dans la fiction, mais dont le nom est resté célèbre) sera souvent utilisée pour démontrer l'invisibilisation sexiste de la cinéaste. Par exemple dans une déclaration ouverte (Woman and the Formal Film), publiée en 1979 par un groupe de cinéastes et d'universitaires féministes : « Pourquoi ses films sont-ils oubliés alors que ceux de Lumière et de Méliès sont utilisés comme références ? » Si la chercheuse Amelie Hastie explique principalement l'oubli de la cinéaste par la disparition des films, et concède que « le cas de Guy-Blaché n'est pas exceptionnel », elle rejoint, elle aussi, les suspicions du manifeste : « Ce n'est pas une simple coïncidence si la perte des films de Guy-Blaché a été la perte du travail d'une femme. »
Car la mention historienne ne fait pas tout : comme le note le manifeste, « l'histoire du cinéma définie par les hommes place nécessairement les femmes en dehors de ses préoccupations. Les femmes apparaissent, mais à quelles conditions ? Dans le cadre de quelles définitions ? »
Et de fait, les premières mentions historiennes d'Alice Guy laissent parfois songeur. Par exemple, si Jean Mitry lui consacre une pleine page dans le tome 1 de son Histoire du cinéma (1967), c'est presque uniquement pour se demander si ses films ne sont pas réalisés par Ferdinand Zecca, lors de son passage chez Gaumont : « l'influence de celui-ci fut alors prépondérante […]. Quoique produits assurément par Alice Guy et sous sa direction, ces films, qui attestent non seulement des tendances de Zecca mais d'un genre dont il était alors le seul représentant n'ont pu être faits que par lui ou en étroite collaboration avec lui. » Bachy note les forts biais de Jean Mitry, qui « reconnaît en toute bonne foi n'avoir jamais vu de films d'Alice Guy », mais qui pourtant écrit que « ces petites comédies, dont la technique était fort rudimentaire, ne sauraient être comparées aux films de Méliès, même les plus médiocres. »
Par ailleurs, si les premiers historiens d'Alice Guy furent des hommes, les efforts pour rendre celle-ci visible, que ce soit par l'édition de ses écrits (Musidora, en 1976) ou par les toutes premières rétrospectives (Musidora en 1974, Women's Independent Film Exchange en 1985, Festival du film de femmes de Créteil en 1994), ont été le fait de collectifs ou festival féministes, et non d'initiatives autonomes des institutions. Ce qui n'est d'ailleurs pas sans interroger sur les effets à long terme d'une telle approche (comme le note McMahan : « lors […] du Festival du film de femmes de Créteil en 1994, il est apparu clairement que, même pour les féministes, les films de Guy ont été relégués au second plan par rapport à la valeur historique et émotionnelle de ses exploits personnels »).

#### Un problème cinéphile qui dépasse la recherche
L'invisibilisation d'Alice Guy ne semble pas tenir qu'à un défaut ou retard de la recherche historienne, mais aussi à la difficulté de cette recherche à imprimer les canons cinéphiles et l'imaginaire collectif. Henri Langlois lui-même est un exemple parlant de ces contradictions : comme le note McMahan, il est l'homme qui consacre une soirée en l'honneur d'Alice Guy à la Cinémathèque française dès 1957, mais aussi celui qui ne la citera pas une seule fois dans le texte (posthume) qu'il consacre aux pionniers français du cinéma (où il cite pourtant Méliès, Zecca, ou même Jasset).

Comme le souligne Jean-Michel Frodon dans un article pour Slate publié à la sortie du documentaire Be Natural : l'histoire cachée d'Alice Guy-Blaché, la longue invisibilité de la cinéaste ne tient ainsi pas qu'à une « manifestation du sexisme en vigueur chez ceux qui font le cinéma, ou écrivent à son sujet » : 

« C'est aussi la manifestation du poids des routines, des corpus constitués, des habitudes de pensée et de leur capacité à résister durant des décennies, après la découverte ou la redécouverte d'un ensemble de faits. La question n'est donc pas de surjouer une supposée opacité totale concernant la première femme cinéaste, ce qu'on a depuis quelques années trop fait, mais d'observer les mécanismes plus complexes, ou plus sournois, qui reconduisent sa marginalisation en dépit de la reconnaissance, pas à pas, de l'importance de son œuvre. […]
[Ce documentaire] ne devrait pas avoir comme sous-titre en anglais The Untold Story mais The Unheard Story – non pas l'histoire qui n'a pas été dite mais celle qui n'a pas été entendue. »

La difficulté qu'a la figure d'Alice Guy à imprimer l'histoire de la cinéphilie, au-delà de son statut symbolique de première réalisatrice, tient aussi à la nature profondément singulière et composite de sa filmographie, comme le suggère la curatrice Kim Tomadjoglou, qui se demande pourquoi, « jusqu'à présent, nous avons eu tendance à voir, vivre et comprendre [sa carrière] par fragments. » Elle constate que ce morcellement se perçoit jusque dans la façon dont on projette ou étudie ses films : 

« Les premières années de travail de Guy en France pour Gaumont (1896-1907) sont souvent traitées séparément et distinctement de son travail ultérieur chez Solax (1910-14) aux États-Unis, et les courts et longs métrages de Guy sont rarement discutés ou présentés dans le même contexte, ou à côté, des phonoscènes qu'elle a réalisées pour Gaumont.
Qu'elle soit montrée dans le cadre d'une compilation ou d'un programme consacré aux femmes cinéastes, […] ou qu'elle s'inscrive dans un discours historique et théorique cinématographique établi (féminisme, cinéma des attractions, narration, longs métrages, Hollywood, etc.), l'œuvre cinématographique de Guy-Blaché a souffert de la difficulté et de l'absence de cohésion. »

Alice Guy souffrirait ainsi de faire « le lien entre deux époques importantes et deux continents », au croisement de mutations technologiques, structurelles et culturelles du cinéma, tout en ayant pleinement participé à leurs différentes étapes – au contraire d'autres figures plus unifiées du cinéma premier (Lumière, Edison, Méliès…) « qui ne souffrent pas de la même fragmentation ». Tomadjoglou en conclut que si identifier Alice Guy comme « la première femme réalisatrice » n'est pas difficile, appréhender « son rôle dans le développement des films à histoires et à récit, ou dans leur narration, reste une affaire compliquée. »

### Controverses historiennes
La rareté des traces écrites sur la période française d'Alice Guy, les erreurs propagées par les premières Histoires du cinéma, ou encore le besoin rétroactif de réhabiliter la réalisatrice (parfois au détriment des faits), ont favorisé les controverses au sujet de sa carrière.

#### Alice Guy, réalisatrice de la première fiction?
L'idée persiste selon laquelle Alice Guy a réalisé, avec La Fée aux choux (1896), le premier film de fiction de l'histoire du cinéma. C'est par exemple ce qu'affirmait Nicole-Lise Bernheim dès 1976, en préface de la biographie de la cinéaste :
« Alice Guy, en 1896, a tourné dix-sept mètres de pellicule historique qui sont le premier film de fiction, imaginé, du monde. Pas Lumière, pas Méliès, pas Zecca, non, c’est Alice. Elle y avait pensé. (…) Dans l’histoire future de la pensée féminine à travers les âges (…), nous mettrons en lettres de feu, chapitre du XXe siècle : Alice Guy invente le film de fiction. »
Une affirmation souvent répétée par les journalistes, mais qui à l'exception de Charles Ford et René Jeanne ne trouve pas vraiment écho chez les historiens, du fait de la préexistence de L'arroseur arrosé (1895), projeté à la toute première séance du cinématographe Lumière (sans compter d'autres cas antérieurs plus ambigus, comme L'Exécution de Marie, reine des Écossais des studios Edison, une reconstitution historique avec costumes et trucage de 1895, ou encore les pantomimes lumineuses d'Émile Reynaud en 1892).
L'enjeu symbolique tiendrait alors seulement à savoir si Alice Guy a réalisé sa première fiction avant celle de Méliès ; une idée notamment défendue et argumentée par McMahan, qui reconnaît cependant que « comme L'arroseur arrosé a été réalisé et projeté publiquement avant que l'un ou l'autre ne réalise son film, le débat cherchant à savoir si Guy ou Méliès est le premier réalisateur de films de fiction n'a pas lieu d'être ».
Par ailleurs, Alice Guy ne semblait pas le penser elle-même. Victor Bachy cite certes un entretien au New York Star, le 8 août 1914, dans lequel elle semble revendiquer ce titre (« J'ai réuni une petite troupe, principalement des amis, et bien que je n'avais aucune expérience de la mise en scène, j'ai dirigé le premier film ») ; mais pour le reste, Alison McMahan n'en retrouve pas trace : « Nulle part dans la correspondance que j'ai lue, Alice Guy ne prétend avoir été la première personne à réaliser un film de fiction ; chaque fois que cette affirmation était faite en son nom, elle s'empressait de rappeler que L'arroseur arrosé, premier film de fiction des frères Lumière, était là d'abord. » McMahan attribue la persistance de ce mythe à une lecture erronée des Mémoires de la cinéaste. Cette erreur est encore aujourd'hui largement propagée par les médias, les articles de presse, ou les associations,,,,,. Dans la réédition des Mémoires d'Alice Guy, en 2022, les deux préfaces (celle de Nathalie Masduraud et Valérie Urrea, comme celle de Céline Sciamma) postulent toujours que le refus de cette attribution est le signe d'une volonté d'invisibilisation.

#### Date de tournage deLa Fée aux choux

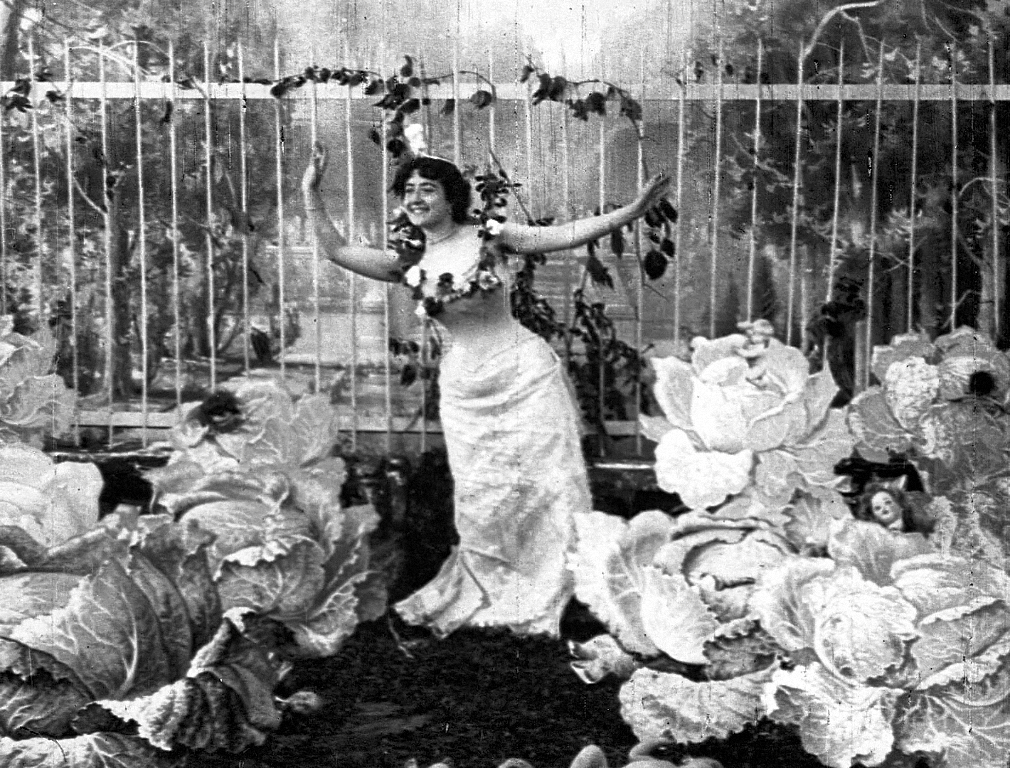
Deuxième version de La Fée aux choux (Alice Guy, 1900). La première version, datée de 1896, est perdue.

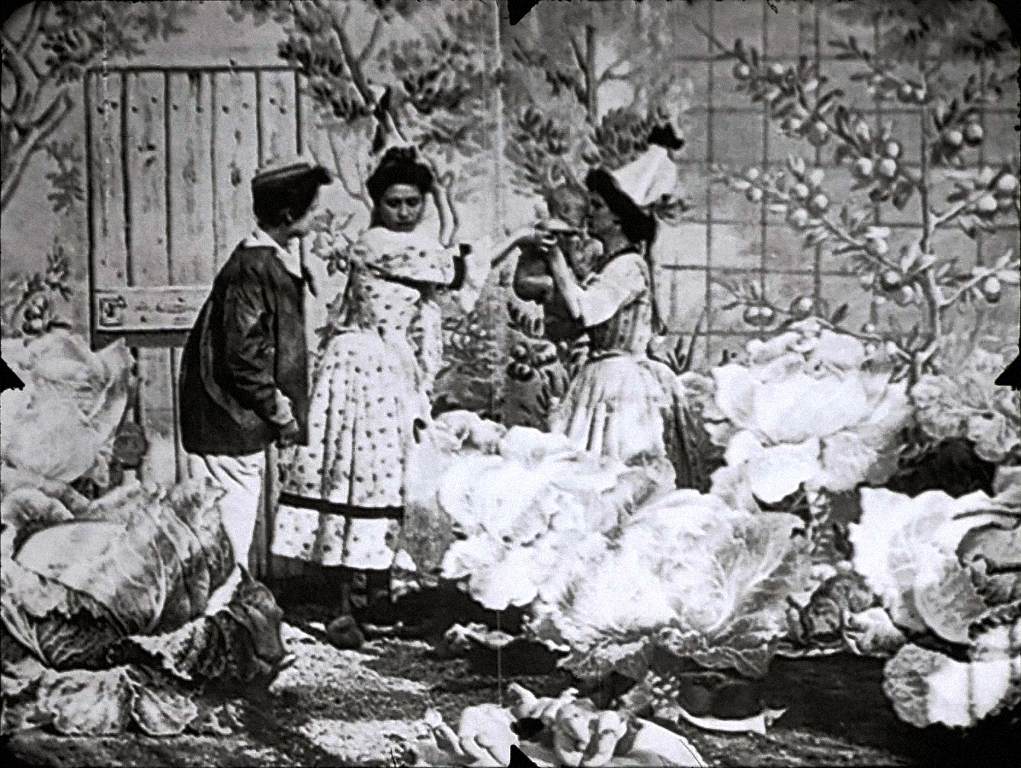
Sage-femme de première classe (Alice Guy, 1902), troisième version de La Fée aux choux.

La date du tournage de La Fée aux choux (1896 ou 1902) est un point de crispation des débats sur Alice Guy : en dépend en effet l'importance symbolique de la cinéaste en tant que pionnière.
Ce fut le principal point polémique de la conférence de Maurice Gianati (« Alice Guy a-t-elle existé ? », 2010, adaptée à l'écrit en 2012) : faisant le choix d'écarter l'historiographie établie jusqu'ici sur la cinéaste pour repartir des sources primaires, Gianati y souligne les contradictions des écrits et déclarations entourant le film, pour conclure à l’hypothèse que « ce n’est pas Alice Guy qui a tourné la Fée aux choux en 1896 (ce film serait plutôt l’œuvre d’Hatot, de Breteau et / ou de Lear, voire d’autres), et que sa carrière de réalisatrice n’a débuté qu’en 1902, avec la mise en scène de Sage femme de première classe dont la description correspond à celle donnée par Guy dans ses mémoires ».
Les retours sur l'hypothèse de Gianati sont partagés. Les écrits de recherche ultérieurs prennent ses observations en compte, sans toutefois complètement y souscrire,. La revue de recherche 1895, tout en saluant le travail très documenté de l'article, interroge son choix de ne se fonder que sur les témoignages d'Alice Guy, manquant ainsi « de la suspicion nécessaire et systématique face aux témoignages et aux souvenirs » ; il souligne aussi la contradiction de sa démarche méthodologique : « d'un côté, [Gianati] accorde d’emblée "crédit et confiance" à Alice Guy, alors que, de l’autre, il ne cesse de souligner les incohérences de ses souvenirs ». La revue note enfin que Gianati ne discute pas l'hypothèse de McMahan (« pour qui La Fée aux choux aurait servi de film de démonstration afin de décrocher un contrat avec le Châtelet pour le tournage et la projection de La Biche aux bois »). Le blog Plateau Hassard proposera également une contre-argumentation détaillée aux hypothèses de la conférence.
Les hésitations sur la datation de ce premier film d'Alice Guy ne sont cependant pas neuves, comme le résumait Victor Bachy dès 1993 dans son ouvrage : « À la suite de récits antérieurs peu documentés, et surtout des catalogues Gaumont à partir de 1901, plusieurs [historiens] ont opté pour une datation obvie qui se situe entre 1899 (Marciel Lapierre, George Franju), 1900 (Vincent Pinel), 1901 (Jacques Deslandes) et même 1902 (Mitry). De leur côté, René Jeanne et Charles Ford ont, sans entreprendre d'étude critique, délibérément choisi de faire confiance à Alice Guy et adopté la date de 1896. À la tête des historiens américains, Anthony Slide, qui s'est le plus attaché à Madame Blaché, lui fait également confiance et retenu la date initiale de 1896. » Dans son livre Pink-Slipped: What Happened to Women in the Silent Film Industries? (2018), Jane M. Gaines ira jusqu'à consacrer un chapitre entier à démêler cette seule question de la datation, constatant bien l'importance symbolique d'un film qui, si tourné dès 1896, « mettrait [Alice Guy] sur un pied d'égalité avec les frères Lumière et Georges Méliès, et entraînerait sans doute une révision radicale » de l'Histoire du cinéma – tout en reconnaissant bien que « la chronologie dans les sources publiées fluctue trop pour que nous puissions l'ignorer ». Elle note que ce débat historien a par essence une portée subversive : « Se demander où placer Alice Guy Blaché dans le schéma historique, c'est bouleverser ce schéma lui-même ».

#### Combien de films attribuer à Alice Guy?
Francis Lacassin, qui effectue le premier inventaire des films de la cinéaste (1976), lui attribue 340 titres français (hors phonoscènes) ; ce chiffre passera à 547 titres chez Victor Bachy (1993), puis à 580 titres chez Allison McMahan (2002).
Gianati mettra en doute les listes « maximalistes » de ses collègues, qui « lui attribue[nt] des films à partir de critères plus ou moins objectifs ». La première liste de Lacassin serait selon lui devenue « la matrice » des historiens suivants, chacun venant « l'agrémenter afin d'établir la [sienne]. (…) On constate aussi la copie pure et simple d'une liste à l'autre, l'antériorité de la publication faisant office de garantie ». Contre cette logique d'« inflation des titres », il propose donc une liste restreinte de 70 titres seulement, uniquement fondée sur les films qu'Alice Guy a déclaré être les siens (en interview, dans ses notes, ou dans ses correspondances).
McMahan pour sa part, devant l'absence béante d'attributions écrites chez Gaumont, revendique de pouvoir « recourir à des caractéristiques stylistiques qui [lui] ont fait penser qu'un film pouvait être le sien » afin de choisir ou non d'attribuer un film à la cinéaste. Mais elle souligne les ambiguïtés propres à l'exercice : « La plupart des tentatives visant à attribuer les premiers films de Gaumont à un réalisateur particulier se heurtent à une controverse considérable. (…) Compte tenu de la longueur et de l'étendue de la carrière de Guy et de la variété des rôles qu'elle a joués au sein de l'industrie, comment aborder l'ensemble des films étiquetés comme étant "les siens" ? En effet, de quels films disons-nous qu'ils sont les siens – les films qu'elle a écrits, les films qu'elle a réalisés, les films qu'elle a produits, ou tout cela à la fois ? » La revue 1895, à propos d'Alice Guy, souligne également les difficultés que pose la période primitive, du fait des « incertitudes sur la place et la fonction des uns et des autres dans les établissements de production, avec le danger que fait courir l’application rétroactive de catégories constituées ultérieurement (auteur, réalisateur) ».

## Style, motifs et thématiques
Il faut attendre les années 1990 (qu'un nombre suffisant de ses films ait été retrouvés) pour que les écrits sur Alice Guy commencent à analyser et étudier son cinéma sous l'angle du style, et des thématiques – et non plus seulement sous l'angle historique.
La recherche concorde alors pour identifier certains traits spécifiques à son cinéma.

### Influences

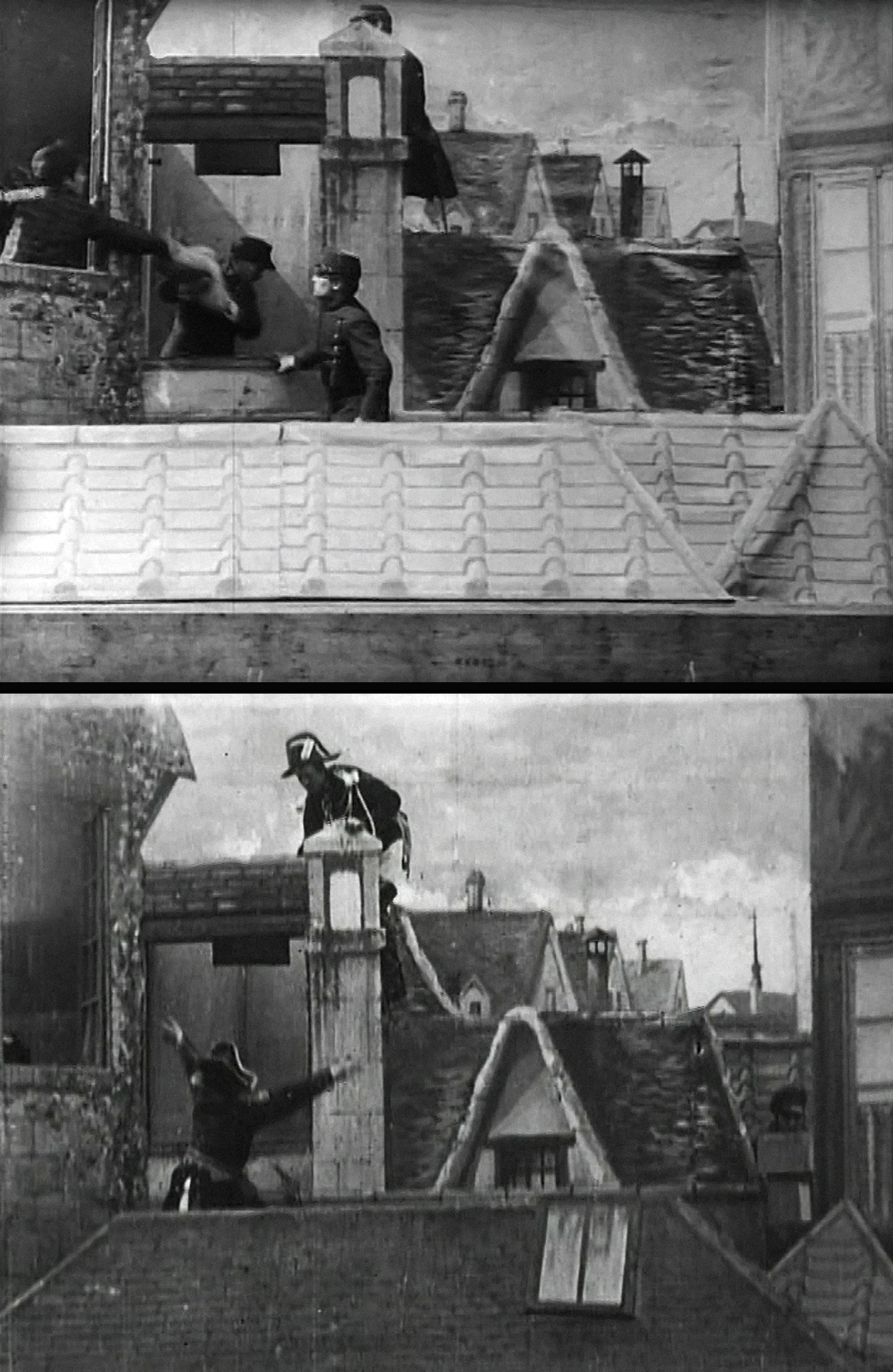
Comparaison de Poursuite sur les toits (Georges Hatot, 1898, en haut) et des Cambrioleurs (Alice Guy, 1898, en bas).

Les tout premiers films d'Alice Guy, caractérisés par « une mise en scène de style pro-scénique, sur cour en bitume, en extérieur ou sur scène », sont marqués par l'influence des productions d'Edison et de Louis Lumière : « Au niveau des modèles, Guy semblait avoir une préférence pour les films de fiction – vues comiques et vues historiques – réalisés par Georges Hatot pour les frères Lumière. Un grand nombre de ses remakes avaient carrément repris les titres originaux de Hatot ». Elle récupèrera même le décor d'un film d'Hatot (Poursuite sur les toits, 1898) pour en réaliser le remake (Les Cambrioleurs, 1898).
Alice Guy est également, au cours des premières années, attentive au travail de Méliès : « Il semble clair que suite à la croissance de la production de 1900, la société Gaumont cherchait à créer sa propre niche sur le marché ». Si les films à trucages resteront relativement rares (probablement parce qu'il « était impossible de [les] égaler »), Richard Abel confirme en effet que Gaumont s'était spécialisé « dans un aspect du genre que Méliès intégrait souvent à ses films : les spectacles de danse. Près de la moitié de la production de Gaumont, entre 1900 et 1902 [à une période où Alice Guy y est la seule réalisatrice] est consacrée à des films de danse ».
Hors cinéma, l'inspiration d'Alice Guy pour ses premiers essais lui vient, selon ses propres mots, « [d']un peu partout : (…) des pièces du Grand-Guignol (…), des dessins de Guillaume (…), de pièces de théâtre, de légendes, romans ». Elle semble aussi tirer son inspiration de l'imagerie des cartes postales d'époque, et dit s'être basée sur les gouaches de la Bible de James Tissot pour les « décors, les costumes et même les coutumes » de La Vie du Christ (1906).
José-Louis Bocquet fait aussi l'hypothèse que la littérature (son père était libraire, elle finira sa vie écrivaine) a influé sa pratique, et son envie d'investir le cinématographe pour raconter des histoires (goût littéraire qu'on peut aussi rapprocher de sa tendance à mettre l'accent « sur la perspective des personnages et le développement psychologique », que McMahan voit comme le principal apport d'Alice Guy au langage cinématographique).

### Tournage en extérieur et réalisme
Les films français comme américains d'Alice Guy se distinguent par un goût du tournage en extérieurs, et ce malgré les imposants studios à sa disposition (aux Buttes Chaumont comme à Fort Lee) : « Guy a été la première productrice/réalisatrice à rechercher méthodiquement des lieux de tournage (…), inaugur[ant] ainsi une tradition de vraisemblance photographique dans le cinéma narratif commercial français, qui se poursuivra jusqu'à l'époque de la Nouvelle Vague ».
Il semble que la cause originelle de ce recours aux extérieurs fut d'abord économique : « Léon Gaumont, dont l'avarice était proverbiale, exigeait en effet que les films fussent tournés au maximum dans des décors naturels, à seule fin d'éviter des frais inutiles ». Par conséquent, « Guy a rapidement établi un « style maison » qui consistait à adapter les sujets (…) à des lieux réels », « invent[ant] l'histoire d'un film en fonction d'un lieu ou d'un événement visuellement intéressant ».

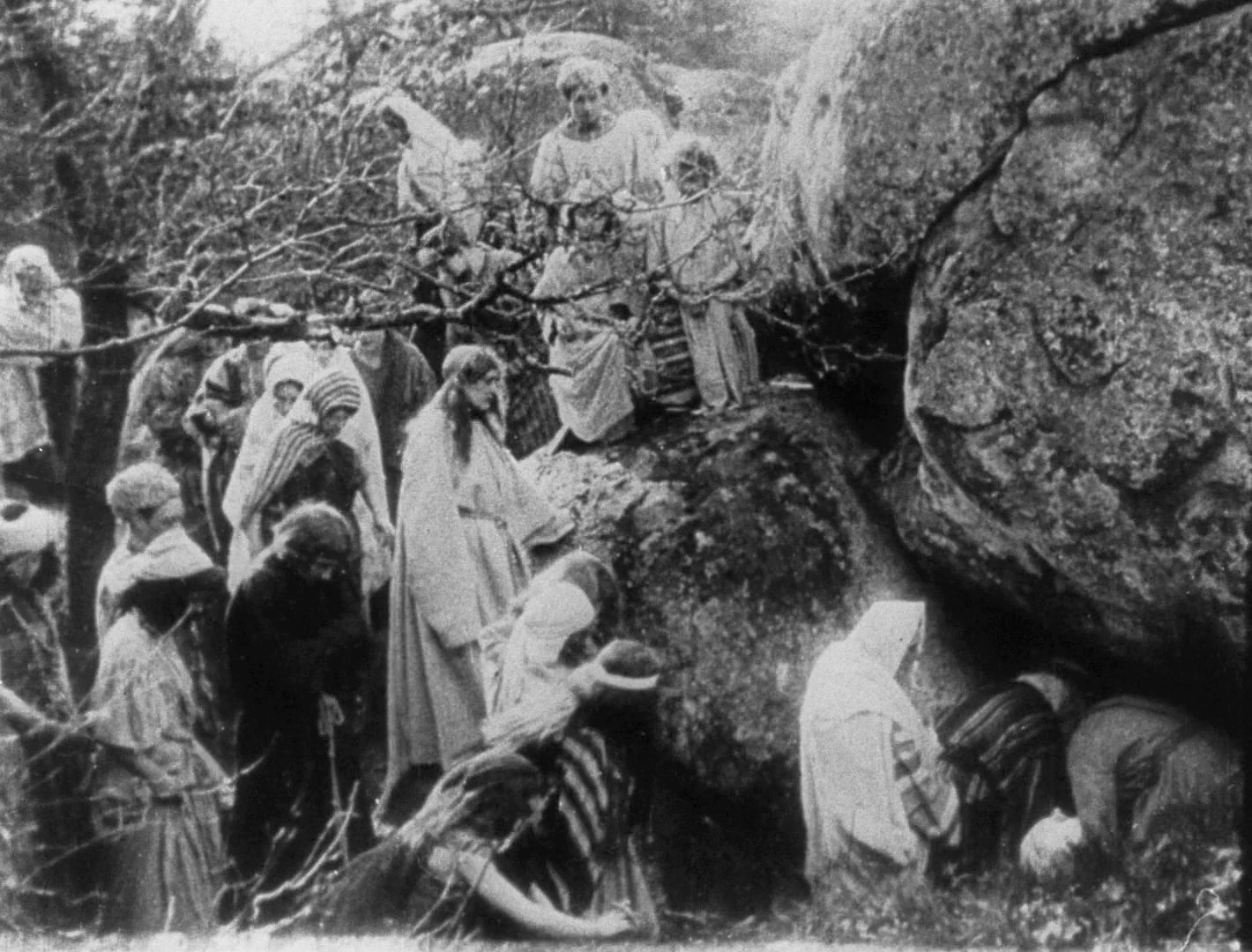
Une des scènes d'extérieur de La Vie du Christ (1906).

Ces tournages en extérieurs semblent autant constituer une contrainte qu'un choix, puisqu'ils sont maintenus même lorsqu'ils se font onéreux (le « déplacement long et coûteux jusqu’à la forêt de Fontainebleau » de l'équipe de La Vie du Christ marque en ce sens une étape), et qu'Alice Guy continuera à y avoir recours même aux États-Unis, où elle est d'ailleurs remarquée pour cela – comme elle le rapporte elle-même : « Le soin apporté à choisir l’angle le plus favorable à la photographie d’un beau paysage, à obtenir un bel effet de lumière, un contre-jour, fut remarqué et me valut d’excellentes critiques. (…) Les États-Unis offrent des sites d’une beauté incomparable : chutes imposantes, forêts d’arbres géants, flore et faune magnifiques. Nous tirions de tout cela le meilleur parti possible : l’heure favorable au meilleur éclairage ; le soleil couchant allongeant les ombres ; un reflet dans un étang frissonnant ; le vent ondulant un champ de blé. Tout était étudié, mis à contribution. » Ces envies de réalisme s'expriment à tous les niveaux de la production. La Vie du Christ, en 1906, permet de bien s'en apercevoir, notamment si on la compare à la version qu'en offre Pathé la même année : « Une différence révélatrice peut être observée dans les costumes : dans le film Pathé, ils semblent neufs et parfaitement ajustés, alors que dans la version Gaumont, ils ressemblent davantage à des vêtements de tous les jours qu'à des vêtements de théâtre. (...) Sa direction d'acteurs est, en termes modernes, nettement supérieure à celle de Zecca : bien que les acteurs utilisent le vocabulaire conventionnel des gestes de la scène populaire du dix-neuvième siècle, leurs gestes sont retenus et presque naturels. » Ce naturel recherché du jeu d'acteur culmine en ces grands panneaux « Be Natural » qu'Alice Guy avait installé dans ses studios américains, à destination de ses comédiens et comédiennes. Elle soulignait à ce propos que « l’objectif est sans pitié, décèle le moindre maniérisme, souligne le manque de naturel. Si le théâtre moderne a évolué vers plus de sobriété, plus de vérité, je suis persuadée qu’il le doit en grande partie au cinéma ».
Ces performances réalistes, notamment comparées aux normes de l'époque, ont cependant pu être interrogées comme relevant davantage de l'intention que de la réalité concrète des films. Wheeler Winson Dixon, devant The Girl in the Arm-Chair, juge ainsi que les performances y « sont plutôt exagérées, un trait paradoxalement typique des films d'Alice Guy. Alors qu'elle s'efforçait d'obtenir des performances "naturelles" de ses acteurs, Alice Guy les laissait souvent jouer des scènes de la manière la plus large possible, ce qui fait que certaines sections des courts d'Alice Guy ont beaucoup en commun avec des épisodes de la série télévisée I Love Lucy [une sitcom], ou avec d'autres comédies de situation de la même époque ».

### Des personnages féminins présents et actifs

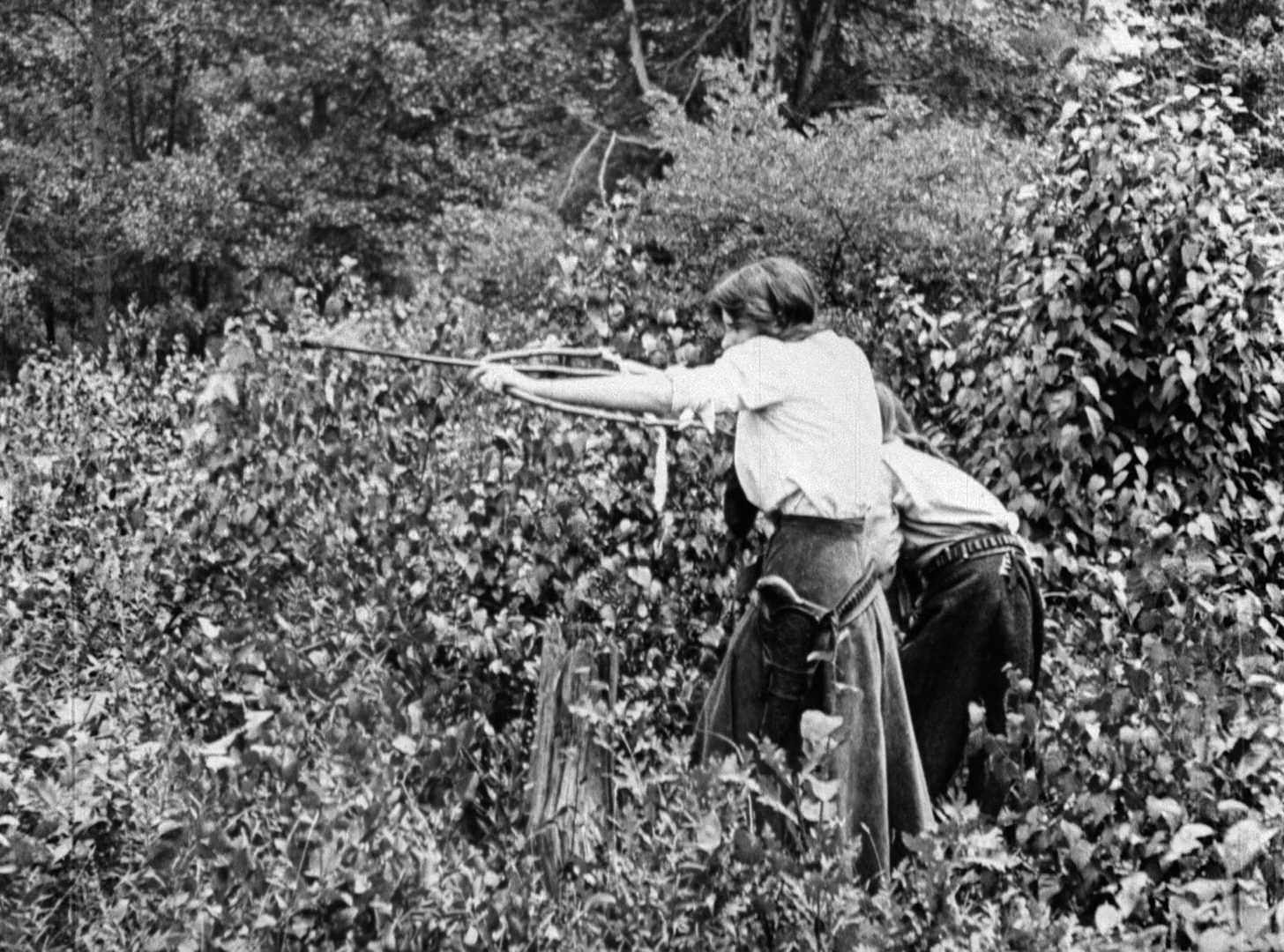
Un personnage féminin armé dans Two Little Rangers (Alice Guy, 1912).

Considérer Alice Guy comme une cinéaste féministe, du simple fait de son statut de première femme réalisatrice, est un réflexe qui a parfois été interrogé, notamment par Slide et Tomadjoglou (« Nous avons imaginé les tendances féministes de Guy en ignorant sa vision bourgeoise et conservatrice ») – quand bien même certains de ses films semblent exprimer de telles positions (notamment un projet, finalement abandonné, de film en faveur de la contraception).
Mais de manière générale, son cinéma se démarque surtout par une manière singulière de représenter les femmes, et ce dès ses premiers films, qui réagissent « à l'atmosphère à dominance masculine de ses collègues et concurrents en élaborant un monde où le pouvoir est aux mains des fées, de choux magiques, et de femmes enceintes ».
Les figures féminines sont plus présentes à l'écran que chez les concurrents. Comme le remarque Richard Abel, un bon exemple de leur mise en avant chez Alice Guy est sa Vie du Christ (1906) : « Le film insiste à plusieurs reprises sur le fait que les femmes sont privilégiées par rapport à Jésus. Seuls trois miracles sont représentés, par exemple, et tous impliquent des femmes : la Samaritaine, la fille de Jaïd et Marie-Madeleine. La scène où Pierre renie Jésus est également centrée sur les femmes qui entourent le disciple autant que sur lui. Et c'est une demi-douzaine de femmes, et non Simon, qui viennent au secours de Jésus lorsqu'il s'effondre sous le poids de la croix. » Cette particularité se retrouvera jusque dans ses tous derniers films, comme The Ocean Waif (1916), « une histoire d'amour qui accorde un temps d'écran égal au point de vue de chaque amant » (ce que McMahan suspecte d'être « unique pour la période »). La chercheuse note aussi la récurrence de « personnages féminins très actifs et sûrs d'eux, comme la femme enceinte de Madame a des envies ». Et ajoute que dans les films d'action américains d'Alice Guy (par exemple Two Little Rangers), « les femmes ont droit d'utiliser les armes (à feu) sans être obligées de revêtir au préalable un costume masculin ».
La filmographie d'Alice Guy est par ailleurs marquée par « divers degrés d'inversion des rôles, comme la femme dominante (qui porte des vêtements et des attitudes masculines) dans Burstop Holme's Murder Case ». Une inversion qui s'exprime également par le travestissement, « et qui s'achève par l'inversion complète des rôles dans Les Résultats du féminisme et In the Year 2000 ».
Il est à noter que les films américains d'Alice Guy réintègreront plus fréquemment les personnages féminins dans un cadre marital plus sage. Comme le note Dixon, « le mariage est un thème récurrent dans les films de Solax qui ont survécu ; souvent, l'héroïne doit surmonter les objections de son futur mari ou d'un patriarche dolent pour parvenir à la fin heureuse requise (...) Grâce à une combinaison de tromperies auditives et visuelles, la femme est enfin en mesure d'épouser l'homme de son choix ». Dixon souligne néanmoins qu'à « bien des égards, les héroïnes des films Solax ont beaucoup plus d'individualité que celles proposées par Griffith à la même époque, et les films Solax sont à tous égards plus modernes dans leurs valeurs que ceux de la Biograph ».

### Travestissements

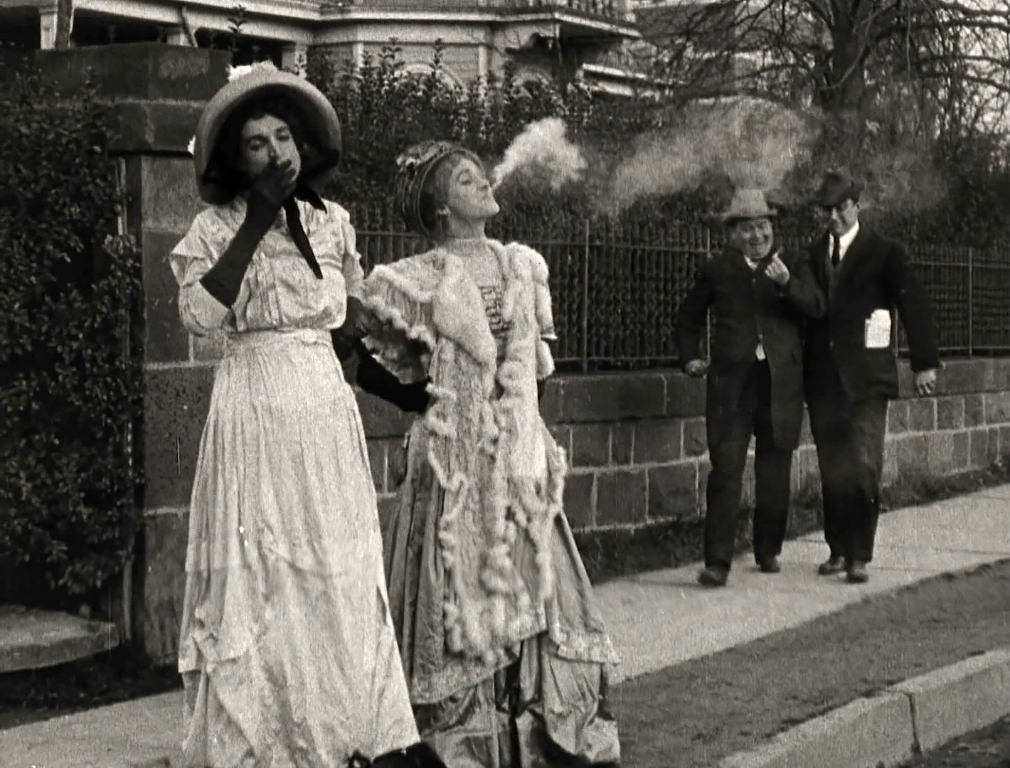
Travestissement dans Cousins of Sherlocko (Alice Guy, 1913).

Le travestissement est fréquent dans les films d'Alice Guy – elle-même se mirera en homme en jouant dans Sage-femme de première classe (1902), portant un costume évoquant le Pierrot. Ce type de travestissement costumé trouve ses racines « dans la commedia dell'arte, l'arlequinade et les pantomimes traditionnelles de Noël (courantes au Royaume-Uni et connues aux États-Unis principalement par le biais des productions de Peter Pan) ». Il fut également courant, dans le cinéma premier, que les femmes soient jouées par des acteurs pour les films impliquant des cascades (c'est le cas, par exemple, dans Le Matelas épileptique).
Néanmoins, les travestissements chez Alice Guy se feront parfois plus « réalistes », et pas toujours justifiés par la présence de cascades. Quand sa carrière française se complexifie, « avec des slapsticks plus élaborés et un plus grand nombre de personnages, [Alice Guy] commence à exploiter plus délibérément le potentiel comique du travestissement », qui permet également l'apparition allusive à l'écran de couples lesbiens (Au bal de Flore, Les Fredaines de Pierrette, Sage-femme de première classe) – dans une filmographie qui fera aussi plus tard, par ses inversions de genre sexué, allusion à l'homosexualité masculine (Algie the Miner, Cupid and the Comet). Le travestissement, cette fois justifié par le scénario, sera aussi le ressort comique de certains films Solax (Cousins of Sherlocko, Officer Henderson).
Dixon estime que, dans les films d'Alice Guy, ces situations « sont développées de manière innocente, esquivant toute question sérieuse sur l'identification sexuelle et le positionnement sexuel que [ces] histoires de travestissement et d'identité mixtes pourraient soulever ». Un point de vue auquel s'oppose fermement Alison McMahan : chez Alice Guy, selon elle, « le travestissement intervient pour alléger la matière sérieuse et non le contraire » (elle prend notamment l'exemple de Cupid and the Comet, dans lequel elle lit des « allusions explicites à la maltraitance et à l'inceste, allusions qui s'expriment par l'échange de vêtements »). Étudiant ce motif du travestissement sur un chapitre entier, McMahan conclut qu'il ressort surtout des films concernés une « préoccupation pour la capacité d'action féminine, [son] lien avec la construction de genre, et les obstacles au développement de [cette] capacité d'action dans une société patriarcale ».

### Sexualité allusive
L'une des particularités de la filmographie d'Alice Guy est la manière dont le comique y résonne d'allusions sexuelles. « Guy avait un sens de l'humour terrien (…) qui s'épanouit dans nombre de ses films », note ainsi Alan Williams : il prend pour exemple l'emblématique Madame a des envies (1906), qui « trouve le comique dans les fixations orales successives d'une femme enceinte, dont la plupart (…) sont humoristiquement phalliques ».
McMahan note que la mise en scène singulière de ce film (qui réserve à chacun des moments de plaisir un gros plan dédié) crée un rapport différent à la représentation du désir féminin : « les allusions à la fellation rendent le film lascif, mais la subjectivité de la femme contraste fortement avec la façon dont Georges Méliès, ou plus tard Victorin Jasset, font du nu féminin une source de spectacle ». Iris Brey abonde dans ce sens, pointant une figuration du plaisir indissociable d'une mise en scène de l'identification, et soulignant que les gros plans ponctuant Madame a des envies sont utilisés « non pas pour morceler un corps en vue de l’objectifier, comme dans les films pornos (ou de manière plus poétique chez D.W. Griffith), mais pour (…) partager le désir de l’héroïne ».
Les allusions sexuelles se retrouvent dans d'autres films contemporains de Madame à des envies, comme dans Une femme collante, où une domestique objectifiée doit tirer la langue, attisant l'intérêt d'un monsieur lubrique (le film trouvant là « un humour grinçant dans une activité orale quasi-sexuelle »), ou plus implicitement dans Le Matelas épileptique, où une cardeuse se retrouve aux prises avec un matelas qui "prend vie" (la femme devant « faire appel à une demi-douzaine d'hommes dans divers lieux publics, alors qu'elle se débat avec le symbole hors de contrôle de son désir et de la domesticité »).
La carrière américaine rendra ces allusions plus rares, voire inexistantes. McMahan remarque en effet une différence de réception, à l'époque, entre les publics américains et français, soulignant que « les comédies françaises distribuées aux États-Unis [avaient] souvent suscité des réactions d'indignation et des appels à la censure ». Il semble que le cinéma d'Alice Guy en ait été influé : alors que « dans ses films français, [elle] avait exprimé ses idées sur la fluidité des identités sexuelles et l'égalité des sexes sous la forme de farces osées », la cinéaste s'adapte « à la censure et la pudibonderie américaine » en inscrivant ces éléments « dans des comédies de "meilleur goût" qui préfiguraient les screwballs du cinéma hollywoodien classique ». Son cinéma répond alors aussi « à la demande du public américain de restaurer les valeurs bourgeoises à la fin d'un film », même si « elle n'abandonne pas complètement le ton ironique de ses comédies françaises ».

### Autres motifs et traits formels récurrents
Joan Simon repère d'autres motifs plus mineurs, mais récurrents chez Alice Guy, présents tant dans sa période Gaumont que dans sa période Solax :
- Un foyer divisé « par des adultes qui réagissent à diverses erreurs, interprétations erronées et signaux croisés, ou à des tromperies pures et simples, et qui affectent souvent les enfants dont ils ont la charge » (La Marâtre, Mixed Pets, A House Divided…)
- Les rats intervenant dans la scène pour terrifier des sujets humains (À la recherche d'un appartement, Dick Whittington and his cat, The Sewer, The Pit and the Pendulum…)
- Des questions de classe (La Hiérarchie dans l'amour, The Thief…), et les méfaits de l'argent ou du jeu (A fool and his money, A Terrible Lesson…)
- Des enfants ou jeunes gens comme héros (L'Enfant sur la barricade, Le fils du garde-chasse, Une héroïne de quatre ans, Falling Leaves…)

Sur le plan plus purement formel : 

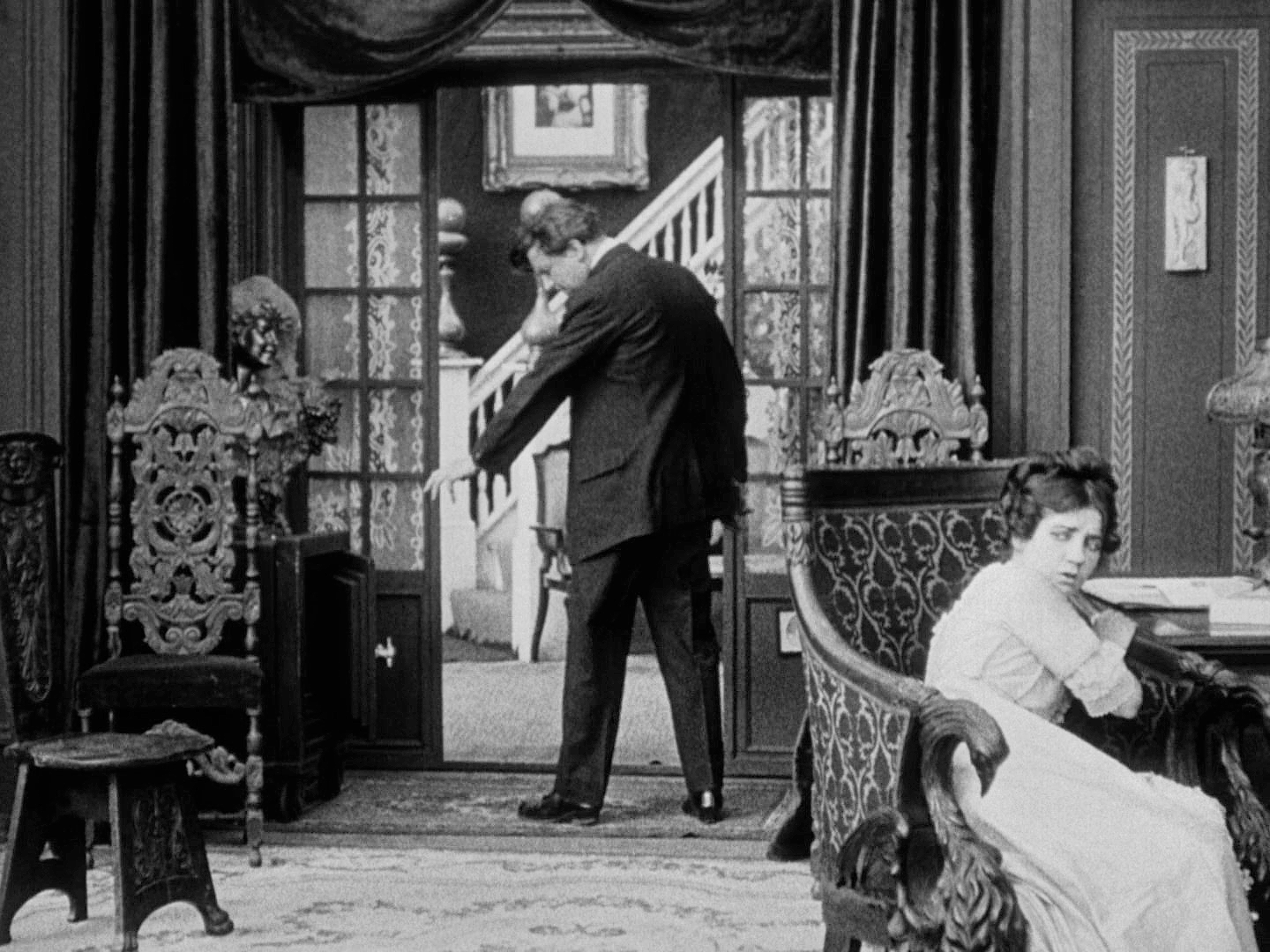
Exploitation dramatique de la profondeur du plan dans The Girl in the Armchair (1912).

- Alan Williams repère une tension récurrente chez Alice Guy entre la qualité des compositions, et le chaos qui s'y ébroue (au risque parfois de « confusion »[243]). Il prend notamment l'exemple de ses deux vues les plus précoces (Le Pêcheur dans le torrent et Baignade dans un torrent, 1897) : « Bien que le sujet soit Lumièresque, la composition des deux images est purement Guyienne, en ce sens qu'elle ne présente pas les lignes claires et presque géométriques des "vues" de Lumière. Guy introduit une dose d'agréable désordre, et une variété visuelle[243]. » Ainsi, dès ces premiers films, « Guy avait découvert son amour du chaos comique et de l'absurdité[243]. »
- McMahan remarque, parmi les traits saillants des dernières années d'Alice Guy chez Gaumont, « l'utilisation de la profondeur, de la profondeur de champ, et un usage sophistiqué de l'espace[244] » (citant notamment pour exemple La Vie du Christ). Si ce trait formel ne se fera « plus aussi évident dans les innombrables salons et chambres à coucher qui constituent les décors des films de Solax »[245], il s'exprimera encore à l'occasion dans la période américaine (The Girl in the Armchair, The Sewer).

Sur le plan idéologique, enfin, Williams constate que « par tempérament, [Alice Guy] était conservatrice, bien qu'aventureuse ». Une position que ses films exprimeront tout au long de sa carrière : 

« Elle respectait les traditions, en particulier les hiérarchies sociales, même quand elle les trouvait étranges ou drôles (ce qui était souvent le cas). Elle est l'un des seuls cinéastes français dans toute l'histoire du cinéma à avoir fait un film sur la Commune de Paris […], mais elle montre les troupes anti-Communardes non pas comme des monstres (comme ils le sont dans l'iconographie de gauche), mais capables de raison et de compassion. En traitant l'archétype du conflit français entre gardes-chasse et braconniers […], elle se range du côté de l'autorité et non de la rébellion. »

Plus globalement, de nombreux écrits sur la cinéaste (McMahan, Slide, Williams, Tomadjoglou…) soulignent les dangers à projeter anachroniquement sur Alice Guy, et par ricochet sur le contenu de ses films, la figure d'une progressiste. Tous insistent plutôt sur les contradictions et singularités marquant ses œuvres sur le plan idéologique. McMahan note ainsi que « bien que Guy soit royaliste et de droite, elle se réjouit de réaliser des films où l'autorité est remise en question. » Williams évoque également ce paradoxe, soulignant « l'atmosphère d'excitation et de pur plaisir esthétique que l'on ressent dans tant de films Gaumont d'avant-guerre », où les cinéastes « prenaient plus de risques ». Il constate que si « idéologiquement, Pathé Frères était beaucoup plus libéral (Gaumont, Guy et plus tard Feuillade avaient tous des tendances de droite prononcées), humainement, la société Gaumont était la plus libérée, ses films finalement plus libérateurs. »

### Genres de prédilection
Au-delà des phonoscènes ou films dansés qu'elle devait réaliser en nombre pour Gaumont, Alice Guy a dans sa période française une inclination pour les « films d'action comiques », qui vers 1906-1907 se spécialisent en films de course-poursuite et en slapsticks (Le Matelas épileptique, Le Frotteur, La Course à la saucisse…).
Ses films américains, notamment du fait du premier assistant qu'elle engage (Wilbert Melville, un ancien officier), seront d'abord pour beaucoup des westerns et des films militaires. Elle adopte ensuite volontairement un genre alors très populaire aux États-Unis, le mélodrame à rebondissement : « Le public exigeait un "punch", le fameux suspense d’aujourd’hui. (…) Enlèvement de riches héritières (toujours jeunes et jolies), poursuite de l’amoureux ou du détective, traquenard : bateau truqué, oubliettes inondées, enlisement, etc. Tout portait, à condition que la fin fût heureuse… L’art et la réalité y perdaient sans doute et les critiques n’étaient pas toujours très tendres ».
Alan Williams explique cette soumission aux genres à la mode par les trois premières années qu'Alice Guy a passé sans tourner, à son arrivée aux États-Unis : une période qui a « coïncidé avec l'expansion soudaine de l'exploitation cinématographique, connue aux États-Unis sous le nom de "Nickelodeon boom" (…). Cela a créé un besoin insatiable de films, qui sont devenus, inévitablement, plus standardisés. Ses films sont devenus plus standardisés ».
Il est cependant à noter que, parmi les genres dans lesquels chaque cinéaste s'était spécialisé à la Solax (sans pour autant s'y restreindre), Alice Guy se chargeait plutôt des comédies, des comédies romantiques, et d'un genre lui tenant particulièrement à cœur : les films d'époque « avec des décors et des costumes élaborés, généralement avec des enfants-héros, et basés sur des sources telles que des contes de fées, l'opéra, des pièces de théâtre ou des romans ».

### Apports à l'avancée du langage cinématographique

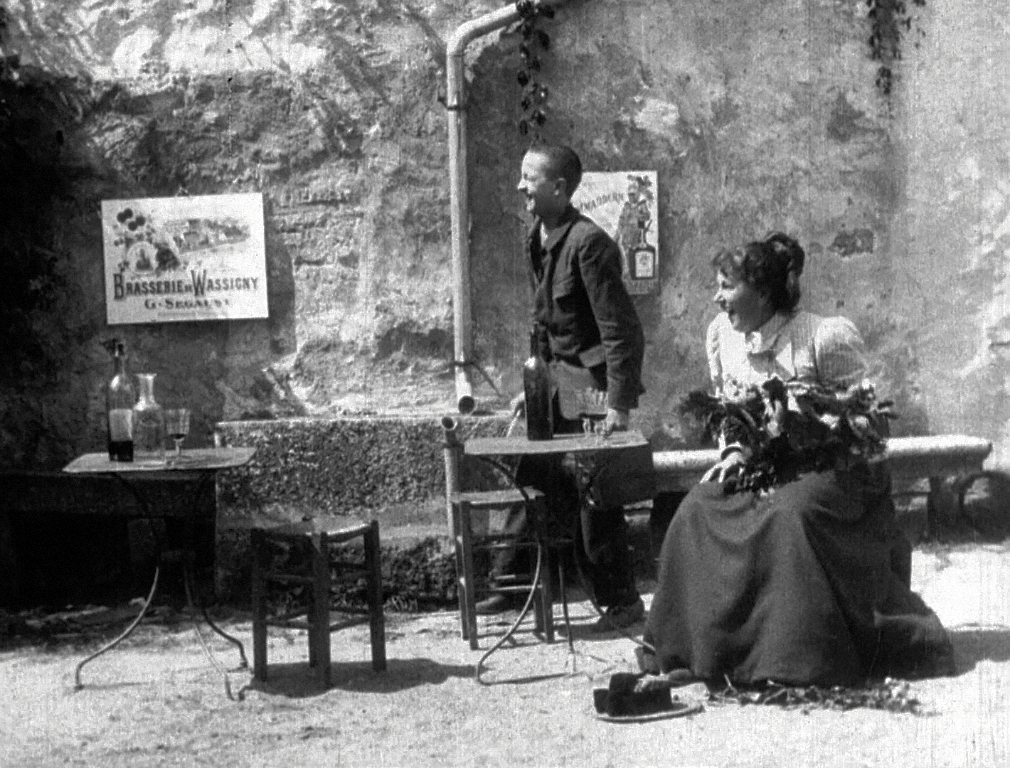
Les deux personnages observant longuement l'action hors-champ, dans La Bonne Absinthe (Alice Guy, 1899).

On retrouve, dans certains des premiers films d'Alice Guy, un usage particulièrement précoce du hors-champ, encore très rare à l'époque. Dans La Bonne Absinthe, un film en tableau datant de 1899, une partie de l'action est ainsi laissée à notre imagination : « Le serveur chasse le buveur hors de l'écran puis revient, mais le couple assis à table regarde le buveur et rit de sa punition, de sorte que nous savons que l'action hors-champ est toujours présente pour eux ».
McMahan postule cependant que la grande innovation d'Alice Guy, dans sa période française, tient surtout à la cohérence et la continuité psychologique du personnage.
En effet, à cette époque, les films concurrents aux siens (et notamment ceux de Pathé) « ne privilégient aucun des personnages », au sens où le récit saute de l'un à l'autre pour décrire l'histoire et la situation. À l'inverse, dans La Marâtre (l'histoire d'un enfant battu par sa belle-mère dès que son père s'absente), Alice Guy « met clairement l'accent sur le garçon en tant que personnage principal tout au long du film. La quasi-totalité du récit (…) est racontée de son point de vue. Même le moment où le père tente de battre la belle-mère n'est qu'une mise en scène permettant au garçon d'arrêter les coups et de montrer à sa belle-mère le genre de pitié qu'elle ne lui a jamais témoigné ». Ce qui n'est pas le cas dans le remake qu'en tournera Pathé la même année : « Bien que Guy raconte le film avec moins de scènes (…), l'accent mis sur le garçon et sa relation avec son père est clair ».
Ainsi, si Alice Guy n'a pas inventé la construction d'un point de vue par la mise-en-scène et le découpage, elle en a préparé le terrain en ordonnant sa narration autour de la « cohérence » et du « point de vue psychologique du personnage », posant les bases du processus d’identification et de la continuité narrative. McMahan conclut ainsi que « si Alice Guy n'a pas réalisé le premier film de fiction, elle a grandement fait progresser la pratique de la narration psychologique au cinéma ».

## Filmographie d'Alice Guy

### Réalisatrice
1896 :
- La Fée aux choux

1897 :
- Au réfectoire
- L'Arroseur arrosé
- Ballet libella
- Baignade dans un torrent
- Le Cocher de fiacre endormi
- Coucher d'Yvette
- Danse fleur de lotus
- Danse serpentine par Mme Bob Walter
- En classe
- Idylle
- Idylle interrompue
- Leçon de danse
- Le Planton du colonel
- Le Pêcheur dans le torrent
- Une nuit agitée

1898 :
- L'Aveugle fin de siècle
- Les Cambrioleurs
- La Cène
- Le Chemin de croix
- Chez le magnétiseur
- La Crèche à Bethléem
- Déménagement à la cloche de bois
- L'Entrée à Jérusalem
- Les Farces de Jocko
- La Flagellation
- La Fuite en Égypte
- Le Jardin des oliviers
- Jésus devant Pilate
- Je vous y prrrrends !
- Leçons de boxe
- Scène d'escamotage
- Surprise d'une maison au petit jour
- L'Utilité des rayons X

1899 :
- Au cabaret
- L'Aveugle
- La Bonne Absinthe
- Le Chiffonnier
- Courte échelle
- Le Crucifiement
- Les Dangers de l'alcoolisme
- Le Déjeuner des enfants
- La Descente de croix
- Erreur judiciaire
- La Mauvaise Soupe
- Mésaventure d'un charbonnier
- Monnaie de lapin
- La Résurrection
- Le Tondeur de chiens
- Le Tonnelier
- Transformations
- Un lunch

1900 :
- La Fée aux choux
- L'Angélus
- L'Arlequine
- Arrivée d'Arlequin
- Arrivée de Pierrette et Pierrot
- Avenue de l'opéra
- Badinage
- Bataille de boules de neige
- Le Bébé
- Chapellerie et Charcuterie mécaniques
- Chez le Maréchal-Ferrant
- Chez le photographe
- Chirurgie fin de siècle
- La Concierge
- Coucher d'une Parisienne
- Danse de l'ivresse
- Danse des saisons
- Danse du papillon
- Danse du pas des foulards par des almées
- La Danse du ventre
- Danse du voile
- Danse serpentine
- Dans les coulisses
- Déclaration d'amour
- Les Fredaines de Pierrette
- L'Écossaise
- Gavotte directoire
- Guillaume Tell
- L'Habanera
- Le Lapin
- Leçon de danse
- Little Tich et ses Big Boots
- Le Marchand de coco
- Le Matelot
- Mort d'Adonis
- Pas de grâce
- Pas des éventails
- Pas du poignard
- Pas Japonais
- La Paysanne
- La Petite Magicienne
- Le Polichinelle
- La Poupée noire
- La Reine des jouets
- Retour des champs
- Le Sang d'Adonis donnant naissance à la rose rouge
- Saut humidifié de M. Plick
- La Source
- Suite de la danse
- La Tarentelle
- Une rage de dents
- Valse directoire
- Valse lente

1901 :
- Charmant froufrou
- Danses basques
- Frivolité
- Hussards et Grisettes
- Lavatory moderne
- Lecture quotidienne
- Pas de Colombine
- Scène d'amour
- Scène d'ivresse
- Tel est pris qui croyait prendre
- Les Vagues

1902 :
- Bonsoir m'sieurs dames
- Miss Dundee et ses chiens savants
- Les Clowns
- La Cour des miracles
- Lina Esbrard, Danse serpentine
- Danse fantaisiste
- Danse mauresque
- La Dent récalcitrante
- L'Équilibriste
- En Faction
- Farces de cuisinière
- La Fiole enchantée
- Fruits de saison
- La Gavotte
- La Gigue
- Intervention malencontreuse
- Le Lion savant
- Les Malabares, acrobates
- Le Marchand de ballons
- Le Pommier
- Pour secouer la salade
- La Première Gamelle
- Quadrille réaliste
- Sage-femme de première classe
- Trompé mais content
- Une scène en cabinet particulier vue à travers le trou de la serrure

1903 :
- Les Apaches pas veinards
- Les Aventures d'un voyageur trop pressé
- Les Braconniers
- Cake-walk de la pendule
- La Chasse au cambrioleur
- Comment monsieur prend son bain
- Comme on fait son lit on se couche
- Compagnons de voyage encombrants
- Enlèvement en automobile et mariage précipité
- Faust et Méphistophélès
- Le Fiancé ensorcelé
- Illusionniste renversant
- Jocko musicien
- La Liqueur du couvent
- Lutteurs américains
- La Main du professeur Hamilton ou le roi des dollars
- Modelage express
- La Mouche
- Ne bougeons plus
- Nos bons étudiants
- Potage indigeste
- La Poule fantaisiste
- Répétition dans un cirque
- Secours aux naufragés
- Service précipité
- Les Surprises de l'affichage
- La Valise enchantée
- Le Voleur sacrilège

1904 :
- Après la fête
- L'Assassinat du courrier de Lyon
- Comment on disperse les foules
- Le Crime de la Rue du Temple
- Les Deux Rivaux
- Les Enfants du miracle
- La Gavotte de la reine
- La Leçon de pipeau
- L'Oiseau envolé
- Paris la nuit
- Pierrot assassin
- Le Pompon malencontreux

1905 :
- L'Anatomie du conscrit
- Le Cake-walk du Nouveau Cirque
- La Charité du prestidigitateur
- Clown, Chien et Ballon
- Le Coq dressé de Cook et Rilly
- La Esmeralda (d'après le roman de Victor Hugo Notre-Dame de Paris)
- Espagne
- Five O'Clock Tea
- Lilas-Blanc
- Les Maçons
- La Malagueña et le Torero
- La Polka des trottins
- Questions indiscrètes
- Réhabilitation
- Saharet, le Boléro
- La Statue
- Le Tango
- Le Vrai Jiu-jitsu

1906 :
- Course de taureaux à Nîmes
- Effets de mer
- La Fée Printemps
- Le Fils du garde-chasse
- La Hiérarchie dans l'amour
- Madame a des envies
- La Marâtre
- Le Matelas épileptique
- Mireille
- La Naissance, la vie et la mort du Christ (avec Victorin Jasset comme assistant réalisateur)
- Le Noël de monsieur le curé
- Les Résultats du féminisme
- Une course d'obstacles
- Une femme collante
- Une histoire roulante
- Un soulier pour un jambon
- La Vérité sur l'homme-singe
- L'Enfant sur la barricade
- La Glu

1907 :
- Le Ballon dirigeable « Le Patrie »
- Le Billet de banque
- Le Bonnet à poil
- La Course à la saucisse
- Fanfan la Tulipe
- Le Frotteur
- Le Lit à roulettes
- Le Piano irrésistible
- Une héroïne de quatre ans

1910 :
- A Child's Sacrifice

1911 :
- The Doll
- The Violin Maker of Nuremberg
- Rose of the Circus
- The Cure
- Five O'Clock Tea
- His Mother's Hymn
- The Little Rangers
- Road Leads Home
- Greater Love Hath no Man

1912 :
- The Face at the Window
- L'Américanisé (Making an American Citizen)
- A Fool and His Money
- Harmonie en conserve
- Phantom Paradise
- The Blood Stain
- Micky's Pal
- In the Year 2000
- Child of the Tenements
- Les Feuilles chéant (en) (Falling Leaves)
- Blighted Lives
- Algie, the Miner
- God Disposes
- A Terrible Lesson
- Mrs. Cranston's Jewels
- For Love of the Flag
- Fra Diavolo
- Mignon
- Playing Tramps
- The Girl in the Arm-Chair
- The Detective's Dog

1913 :
- Burstup Holmes
- Burstup Holmes' Murder Case
- Dick Whittington and his Cat
- A House Divided
- Matrimony's Speed Limit
- The Pit and the Pendulum
- A Terrible Night
- The Little Hunchback
- The Rogues of Paris
- Shadows of the Moulin Rouge

1914 :
- The Tigress
- The Lure
- The Woman of Mystery
- The Dream Woman
- The Monster and the Girl
- Beneath the Czar

1915 :
- My Madonna
- The Song of the Wage Slave
- The Vampire
- The Heart of a Painted Woman

1916 :
- The Ocean Waif
- What Will People Say?

1917 :
- Behind the Mask
- When You and I Were Young
- House of Cards
- A Man and the Woman
- The Empress
- The Adventurer

1918 :
- Sa grande aventure (The Great Adventure)

1920 :
- Tarnished Reputations
- Vampire

### Productrice
1912 :
- Making an American Citizen
- A Fool and His Money
- The Sewer
- Hubby Does the Washing
- Tarnished Reputations

1913 :
- Shadows of the Moulin Rouge
- Matrimony's Speed Limit
- A House Divided
- Beasts of the Jungle

1914 :
- The Woman of Mystery

1915 :
- Barbara Frietchie
- My Madonna
- The Song of the Wage Slave
- The Vampire
- The Shooting of Dan McGrew
- The Heart of a Painted Woman

1916 :
- What Will People Say?

### Scénariste
1913 :
- Shadows of the Moulin Rouge
- Kelly from the Emerald Isle
- Beasts of the Jungle
- Dick Whittington and his Cat

1914 :
- The Lure
- The Woman of Mystery
- The Dream Woman
- Beneath the Czar

1915 :
- My Madonna

1917 :
- House of Cards
- A Man and the Woman
- The Empress

## Filmographie sur Alice Guy

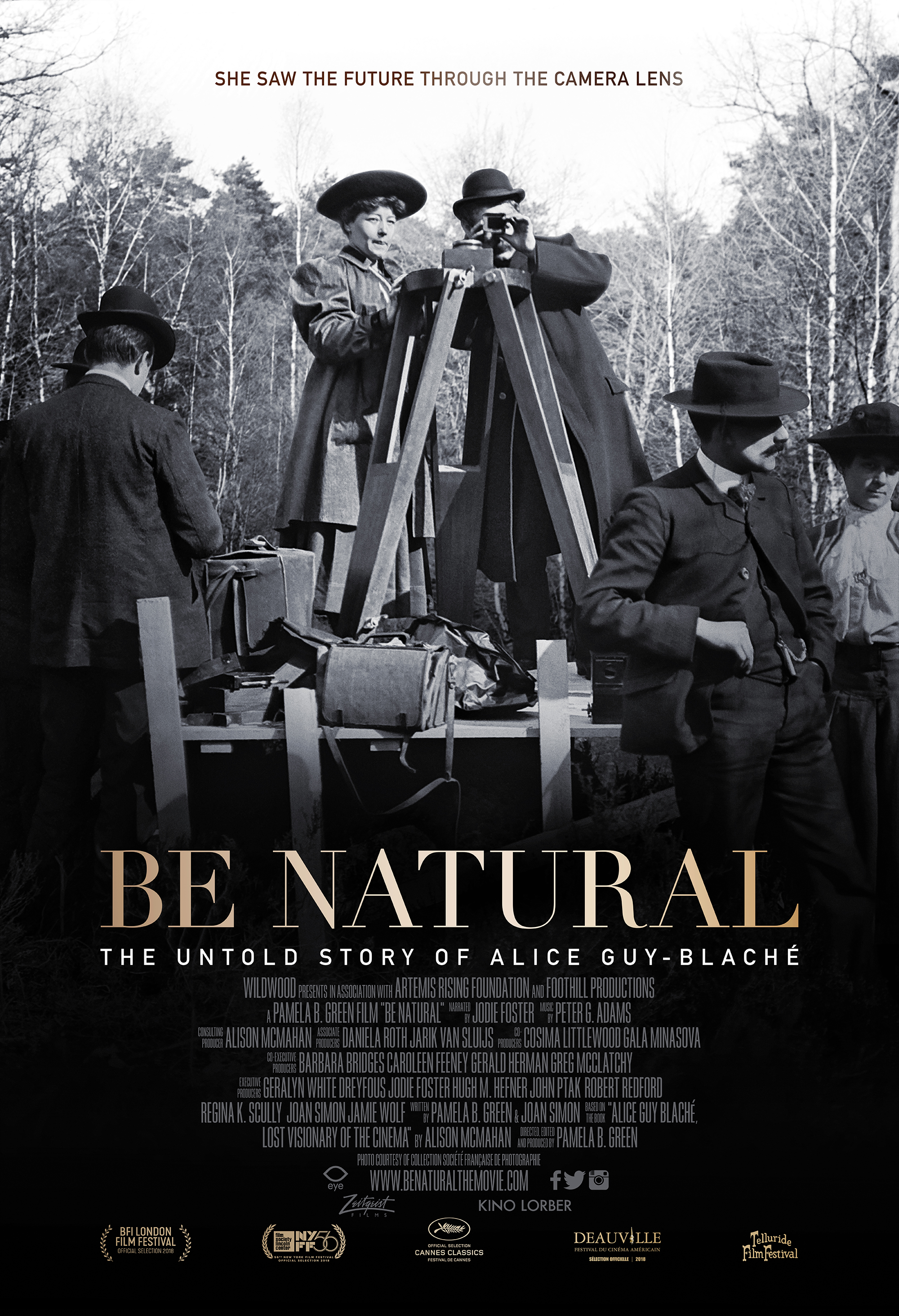
Affiche de Be Natural: The Untold Story of Alice Guy-Blaché, 2019.

- 1905 : Alice Guy tourne une phonoscène, réclame de la firme Gaumont.
- 1983 : Elle voulait faire du cinéma[259], téléfilm de Caroline Huppert avec Christine Pascal.
- 1992 : Women who make the movies film de Gwendoln Foster.
- 1995 : Le Jardin oublié : la vie et l’œuvre d’Alice Guy-Blaché[260], documentaire de Marquise Lepage Avec la participation de la petite-fille d'Alice Guy, Adrienne Blaché-Channing.
- 1996 : Alice Guy pionnière du cinéma, film de Florida Sadki.
- 1996 : Alice Guy-Blaché, film de Katja Raganelli.
- 1998 : Une multitude de Perles, film Lumière du regard.
- 2000 : Reel Models, documentaire télévisé de Susan et Christopher Koch, consacré aux femmes pionnières dans le cinéma, et dans lequel elle est citée[31].
- 2008 : Looking for Alice[261], documentaire de Claudia Collao.
- 2017 : Elle s'appelle Alice Guy, documentaire d'Emmanuelle Gaume avec Alexandra Lamy (coproduction France3/Gaumont).
- 2018 : L'Inventrice du cinéma[262] d'Aude Gogny-Goubert avec le Fossoyeur de films.
- 2019 : Be Natural : l'histoire cachée d'Alice Guy-Blaché (Be Natural: The Untold Story of Alice Guy-Blaché), documentaire de Pamela B. Green, commenté par Jodie Foster. Le film sort en salle aux États-Unis[14] et en France (le 22 juin 2020)[263].
- 2021 : Alice Guy. La naissance du cinématographe[264] de Julie Gavras, diffusé sur Arte.
- 2021 : Alice Guy, l'inconnue du 7e art, documentaire de Valérie Urrea et Nathalie Masduraud, diffusé sur Arte[265].

### Éditions en DVD
- 2008 : Alice Guy. La première femme cinéaste de l'histoire du cinéma 8 films + le documentaire Looking for Alice[261] de Claudia Collao (Doriane fims).
- 2008 : Gaumont, le cinéma premier, volume 1, 1897-1913 65 films + inclus le documentaire Le Jardin oublié[260] de Marquise Lepage (Gaumont).
- 2018 : Les Pionnières du cinéma 9 films, inclus un livret de 28 pages (Lobster Films).
- 2019 : Alice Guy-Blaché 9 films (Lobster Films).
- 2020 : Alice Guy-Blaché. Vol. 1 : The Gaumont years (Kino classics)
- 2020 : Alice Guy-Blaché. Vol. 2 : The Solax years 18 films + inclus un livret rédigé par Kim Tomadjoglou (Kino classics).

## Postérité

### Prix Alice Guy
Créé et imaginé en 2018 par la journaliste Véronique Le Bris pour pallier le manque de femmes dans les palmarès de cinéma, le prix Alice Guy récompense chaque année un film — à financement majoritairement français — réalisé par une femme, tout en rendant hommage à la première réalisatrice de l'histoire.

### Directors Guild of America Award
En 2011, elle reçoit à titre posthume un Directors Guild of America Award pour l'ensemble de sa carrière.

### Théâtre
La pièce de théâtre Alice Guy, Mademoiselle Cinéma, écrite par Caroline Rainette et créée par la Compagnie Étincelle (Festival d'Avignon Off 2021, 2022, 2023), retrace l'entièreté du parcours professionnel d'Alice Guy, de son entrée au Comptoir général de la photographie à son retour en France en 1922.

### 150 ans de sa naissance

#### À la Cinémathèque française
En juillet 2023, pour célébrer les 150 ans de sa naissance, la Cinémathèque française organise une journée spéciale d'hommage avec la projection de 8 de ses films. Elle met également en ligne une numérisation en résolution 2K du tout premier making-of connu dans l'histoire du cinéma, Alice Guy tourne une phonoscène (1907), sur son portail de films numérisés, Henri.

#### Timbre postal
De son côté, La Poste émet un timbre en édition spéciale à son effigie, qui est présenté par son arrière-petit-fils Thierry Peeters au centre de philatélie Carré d'Encre, le 3 juillet 2023,.

### Dans des musées
Le nouveau Academy Museum of Motion Pictures de Los Angeles, qui a ouvert ses portes les 30 septembre 2021, offre dans ses collections permanentes une section entière dédiée à Alice Guy.
Parallèlement au 150e anniversaire de sa naissance en juillet 2023, le musée parisien de l'histoire de l'immigration rouvre ses portes. Depuis, la Cité nationale de l'histoire de l'immigration présente dans sa nouvelle exposition permanente plusieurs films d'Alice Guy, parmi lesquels L'Américanisé (1912), pour illustrer l'expérience des immigrants aux États-Unis (comme Alice Guy elle-même).

### Jeux olympiques de Paris 2024
Le 26 juillet 2024, Alice Guy fait partie des 10 femmes inspirantes célébrées lors de la cérémonie d'ouverture des Jeux olympiques d'été de 2024 à Paris.
Elle fait partie des dix statues de femmes présentées lors de la cérémonie d'ouverture des Jeux olympiques (avec l'avocate et féministe Gisèle Halimi, la philosophe et poétesse Christine de Pizan, l’exploratrice Jeanne Barret, l'écrivaine et révolutionnaire Olympe de Gouges, l’anarchiste Louise Michel, la cadre sportive Alice Milliat, l’écrivaine Paulette Nardal, la philosophe Simone de Beauvoir et la femme politique Simone Veil), qui sont réinstallées le 26 juillet 2024 rue de la Chapelle.

### Série télévisée
La production d'une mini-série télévisée, réalisée par Jean-Jacques Annaud d'après la biographie écrite par Emmanuelle Gaume, est annoncée depuis 2020,,.
La série documentaire Cherchez la femme réalisé par Julie Gavras, Mathieu Decarli et Olivier Marquézy sur Arte lui consacre un épisode.

#### Ouvrages historiens et sources primaires
- Autobiographie d’une pionnière du cinéma (1873-1968) Alice Guy, présentée par Musidora, préface de Nicole-Lise Bernheim, avant-propos de Claire Clouzot, Denoël/Gonthier, 1976.

Réédition : La Fée-cinéma : autobiographie d'une pionnière, Gallimard, juin 2022, préfaces de Céline Sciamma, Nathalie Masduraud et Valérie Urrea.

Traduit en anglais : The Memoirs of Alice Guy Blaché, édité par Anthony Slide, Scarecrow Press, 1996.
Traduit en espagnol : Alice Guy, édité par Pablo Fante, prologue de Tiziana Panizza, Banda Propia Editoras, 2021.
- Victor Bachy, Alice Guy-Blaché (1873-1968) : La première femme cinéaste du monde, Perpignan, Institut Jean-Vigo, coll. « Les Cahiers de la cinémathèque », 1993, 1re éd., 390 p. (ISBN 2-906027-04-9, présentation en ligne).
- Alison McMahan, Alice Guy Blaché: Lost Visionary of the Cinema, Continuum International, 2002.
- (en) Joan Simon (dir.), Alice Guy Blaché, Cinema Pioneer, Yale University Press, 2009 (contributions de Jane Gaines, Alison McMahan, Charles Musser, Kim Tomadjoglou et Alan Williams) présentation du livre, des auteurs sur le site des éditions universitaires de Yale.
- (es) De Lucas Ramon, « La pionera occulta: Alice Guy en el origin del cine », thèse université de Valence 2012.

#### Chapitres consacrés à Alice Guy (au sein d'ouvrages historiens et revues de recherche)
- Francis Lacassin, « Alice Guy, la première réalisatrice de films au monde », in Pour une contre-histoire du cinéma, Union générale d'éditions, 1972, p. 11-22.
- (en) Anthony Slide, Early women directors, A. S. Barnes, 1977 (ISBN 978-0-498-01701-8)
- Victor Bachy, Les Premiers ans du cinéma français: actes du Ve colloque international de l'Institut Jean Vigo, L'Institut, coll. « Collection des Cahiers de la cinémathèque », 1985 (ISBN 978-2-906027-00-8), « Alice Guy, les raisons d'un effacement », p. 27 à 42
- Alison McMahan, « Retour sur Alice Guy-Blaché », Archives, Institut Jean Vigo, no 81 « À la recherche d'objets filmiques non identifiés, ou comment la collaboration entre historiens du cinéma et archivistes a contribué au sauvetage d'une patrie du patrimoine filmique français. »,‎ 1999, p. 1 à 11
- (en) Jennifer M. Bean (dir.) et Diane Negra (dir.), A feminist reader in early cinema, Duke University Press, coll. « A Camera obscura book », 2002 (ISBN 978-0-8223-3025-7 et 978-0-8223-2999-2), « Circuits of Memory and History: The Memoirs of Alice Guy-Blaché (Amelie Hastie) », p. 29-59
- Maurice Gianati (dir.) et Laurent Mannoni (dir.), Alice Guy, Léon Gaumont et les débuts du film sonore, New Barnet, John Libbey, 2012, 1re éd., 254 p. (ISBN 978-2-7420-1097-4).
- (en) Christine Gledhill (dir.) et Julia Knight (dir.), Doing women's film history: reframing cinemas, past and future, University of Illinois press, coll. « Women and film history international », 2015 (ISBN 978-0-252-03968-3 et 978-0-252-08118-7), « Alice Guy’s Great Cinematic Adventure (Kim Tomadjoglou) », p. 95-109
- (en) Jane Gaines, Pink-slipped: what happened to women in the silent film industries?, University of Illinois press, coll. « Women and film history international », 2018 (ISBN 978-0-252-04181-5 et 978-0-252-08343-3), « More Fictions: Did Alice Guy Blaché Make La Fée aux choux (A Cabbage Fairy)? », p. 51-70

#### Publications biographiques, de vulgarisation, ou dérivées
- Paule Lejeune, Le Cinéma des femmes, Atlas/Lherminier, 1987.
- (en) John Wakeman, World Film Directors (1890-1945), The HW Wilson Company, 1987.
- Daniel Chocron, Alice Guy : Pionnière du cinéma, Paris, le Jardin d'essai, coll. « Femmes artistes », 2013, 1re éd., 115 p. (ISBN 978-2-911822-77-3).
- Emmanuelle Gaume, Alice Guy, la première femme cinéaste de l'histoire, roman biographique, Plon, 2015.
- Yoana Pavlova, « Gaumont et Pathé », dans Jean-Michel Frodon (dir.) et Dina Iordanova (dir.), Cinémas de Paris, Paris, CNRS Éditions, 2017, 365 p. (ISBN 978-2-271-11480-8, présentation en ligne), p. 165–171 [lire en ligne].
- Véronique Le Bris, « La Fée aux choux », dans 100 grands films de réalisatrices : de la Fée aux choux à Wonder woman. Quand les femmes s'emparent du cinéma, Gründ/Arte éditions, 2021, 239 p (ISBN 978-2-324-02614-0), p. 18-19-22-23
- José-Louis Bocquet (ill. Catel Muller), Alice Guy, Casterman, 2021 (ISBN 9782203171657).
- Céline Zufferey, Nitrate, roman « sur les traces d'Alice Guy », éditions Gallimard, 2023.

#### Articles
- Valentin Pérez, « Alice Guy ou les Mémoires retrouvés d’une pionnière du cinéma », Le Monde,‎ 12 mai 2022 (lire en ligne, consulté le 21 novembre 2022).
- Philippe-Jean Catinchi, « Avec Alice Guy, l’inconnue du 7e art, Arte redonne vie à la pionnière du cinéma », Le Monde,‎ 5 janvier 2022 (lire en ligne, consulté le 30 septembre 2023) ; cf. Filmographie.

### Radio
- Claire Clouzot et Nicole-Lise Bernheim, « Qui est Alice Guy ? », sur France Culture, 2 juillet 1975 (rediffusion du 28 mai 2018) (consulté le 8 mai 2024).